# Grote of Sint-Jacobskerk (Den Haag)
De Grote of Sint-Jacobskerk is een kerkgebouw uit de late middeleeuwen in het centrum van Den Haag. Het behoort met het Binnenhof en de Abdijkerk van Loosduinen tot de oudste gebouwen van Den Haag. De graven van Holland speelden een belangrijke rol in de ontwikkeling van de kerk. Van historisch belang is de bijeenkomst in 1456 van de ridders van de Orde van het Gulden Vlies, die in de kerk hun wapenborden achterlieten. De vorm van de kerk is het eerste voorbeeld van het Haagse hallentype. De in Nederland zeldzame zeskantige kerktoren dateert uit de eerste helft van de 15e eeuw en is met 92,5 meter hoogte de op negen na hoogste kerktoren in Nederland. Al direct na de bouw kreeg de kerktoren een klokkenspel dat elk uur een wekkering speelde. Haar eerste orgel kreeg de kerk rond 1500 of eerder, maar een exacte datum is niet bekend. In de kerk bevinden zich grafmonumenten en monumentale grafstenen, waaronder de cenotaaf voor admiraal Jacob van Wassenaer Obdam. Daarnaast is de kerk bekend vanwege het grote aantal leden van het huis Oranje-Nassau die in deze kerk werden gedoopt of er in het huwelijk zijn getreden, met als meest recente kroonprinses Catharina-Amalia der Nederlanden, die er in 2004 werd gedoopt. De kerk en kerktoren hebben niet dezelfde eigenaar: De kerk is eigendom van de Protestantse Kerk, terwijl de kerktoren eigendom is van de gemeente Den Haag. De kerk wordt hoofdzakelijk gebruikt voor culturele doelen zoals orgelconcerten of evenementen zoals beurzen.

## Ligging
De kerk staat aan de rand van het oude centrum, waar vroeger de markten waren. Aan de noordkant is het Kerkplein, waar vroeger het kerkhof lag. Aan de zuidkant is de Riviervismarkt, waar zoetwatervis verhandeld werd. Daaraan grenst de straat genaamd Visbanken, waar de zeevis vroeger verhandeld werd. In het verlengde van de Riviervismarkt ligt de Dagelijkse Groenmarkt, waaraan het Oude Stadhuis uit 1564 ligt. Omdat er tegen de kerk aan de kant van de Riviervismarkt kleine huisjes stonden, heet dat stukje straat 'Rond de Grote Kerk'. Het gebied rond de kerk is beschermd stadsgezicht.

## Geschiedenis

### Kerkgebouw
De kerk is gebouwd op het hoogste punt van een oude duinrug, daterend uit de midden bronstijd, circa 1360 na Chr. Al in die tijd was er op deze plek sprake van de aanwezigheid van mensen, getuige archeologische vondsten. De nabijheid van het hof van de graven van Holland, dat in de dertiende eeuw is verrezen op ongeveer vierhonderd meter afstand op dezelfde duinrug, veroorzaakte de komst van handelaren en werk- en ambachtslieden. In de dertiende eeuw is daardoor op deze plek een buurtschap ontstaan, dat al snel de naam Die Haghe kreeg. Bronnen geven aan dat al in de dertiende eeuw een (waarschijnlijk houten) kerk op deze plaats stond. Hoe deze houten kerk eruit heeft gezien is niet bekend. De kerkparochie werd ergens tussen 1280 en 1296 zelfstandig door toedoen van graaf Floris V. In 1337 spreken bronnen van de grote kercke, wat mogelijk duidt op een stenen gebouw. De vondst in 2007 van keldermuren met kloostermoppen uit de periode 1320-1350, in de zuidbeuk van de kerk, lijkt dit te bevestigen. Documenten uit 1399 verwijzen naar bouwwerkzaamheden, waarbij het duidelijk wordt dat het toen om een stenen kerk ging. In de jaren 1420-1424 werd de 92,5 meter hoge kerktoren voltooid. De afmetingen van de kerk en de toren werden van een dusdanige omvang dat er in de vijftiende eeuw sprake was van een kerk waardig voor een stad.
De stenen kerk werd oorspronkelijk als kruiskerk gebouwd. In de gevel die aan de toren grenst zijn nog sporen aanwezig van de daklijn uit 1424. Deze wijzen op een schip met twee lage zijbeuken. Tussen 1434 en 1455 werden de beide lage zijbeuken verbreed en opgehoogd tot het dakniveau van het middenschip, waardoor de kruisvorm verloren ging. Deze vergroting maakte de Sint-Jacobskerk tot het eerste voorbeeld van het Haagse hallentype, een type hallenkerk dat daarna in met name het graafschap Holland op grotere schaal zou worden ingevoerd. Bij dit type hallenkerk zijn de traveeën van de zijbeuken elk voorzien van een hoge topgevel met een eigen kap die dwars staat op het dak van de middenbeuk. Deze constructie maakte het mogelijk de zijbeuken van grote vensters te voorzien.
Het priesterkoor van de kerk werd in 1492 vervangen door een hoger koor op hetzelfde grondplan. Het kreeg een basilikale vorm met een kooromgang. Na deze tijd is de kerk niet meer wezenlijk van vorm veranderd, op toevoegingen van kapellen en andere aanbouwen na, waarvan de meeste in latere eeuwen zijn afgebroken.

#### Brand van 1539
Door een blikseminslag in de toren van de kerk ontstond in 1539 een grote brand die schade veroorzaakte aan zowel de toren als kerkgebouw. Door middel van loterijen en inzamelingen werd geld bijeengebracht voor herstelwerkzaamheden, waarbij de vorm van vóór de brand behouden bleef. De houten trekbalken tussen de kapvoeten werden niet opnieuw aangebracht, of ze zijn toen verwijderd. Ook verwoestte het vuur de vermoedelijk aanwezige gebrandschilderde ramen. Onder anderen keizer Karel V, de bisschop van Utrecht en enkele bevriende stadsbesturen schonken daarop nieuwe gebrandschilderde ramen voor de kerk. Uit bronnen blijkt dat in de zestiende eeuw zeker veertien kerkramen nieuw gebrandschilderd glas hebben gekregen. Slechts twee van deze ramen hebben de tand des tijds doorstaan: het Annunciatieraam (1541) en het Keizer Karelraam (1547). Deze hebben beschilderingen van zeer hoge kwaliteit, die worden toegeschreven aan Dirck en Wouter Crabeth. De overige werden vervangen door onbeschilderde glas-in-loodramen.

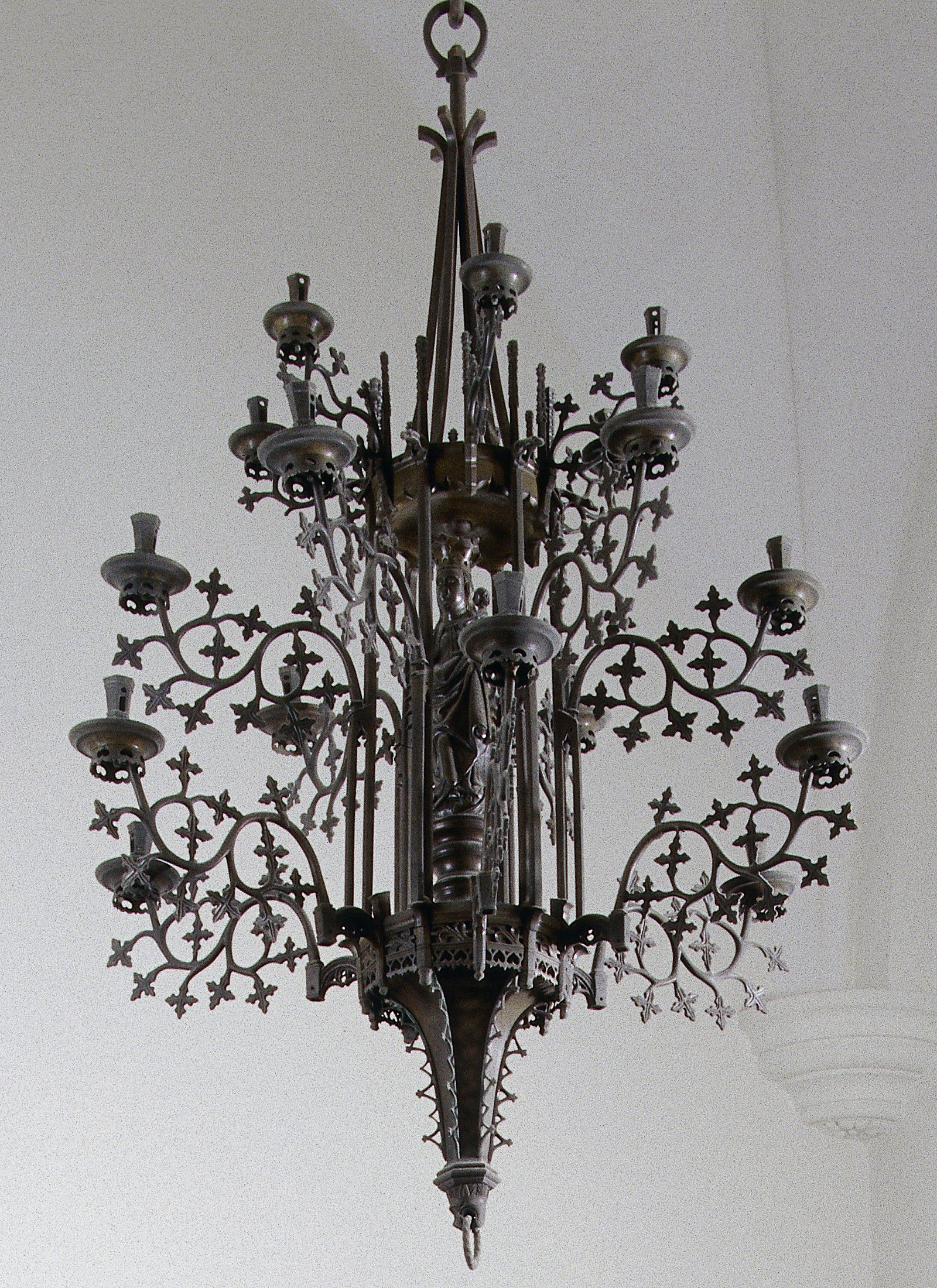
Kaarsenkroon met Mariafiguur uit ca. 1480, gevonden in 1857 onder een huis naast de Grote of Sint-Jacobskerk. Mogelijk werd deze tijdens de periode van de Beeldenstorm verborgen door de pastoor.

### Interieur
In 1456 vond in de Sint-Jacobskerk het negende kapittel plaats van de ridders van de Orde van het Gulden Vlies, onder voorzitterschap van hertog Filips de Goede. De wapenborden van de 34 deelnemende ridders werden bij die gelegenheid als herinnering tegen de muren van de kerk gehangen. Bij de brand in 1539 zijn ze verloren gegaan, maar bijna direct vervangen door nieuwe exemplaren. De zestiende-eeuwse wapenborden sieren nog altijd het interieur en zijn zo uniek in Nederland dat ze recent officieel zijn aangewezen als Beschermd voorwerp in het kader van de Wet tot behoud van cultuurbezit. De eikenhouten preekstoel met renaissancehoutsnijwerk dateert uit 1550 en werd vermoedelijk gemaakt door Colijn de Nole. Elk van de vijf zijden toont een paneel van respectievelijk de vier evangelisten en Johannes de Doper. Tegen de voet staan vrouwelijke wezens met saterkoppen en bokkenpoten die als het ware de kuip dragen. Het rugpaneel, tegen de zuil aan, toont Mozes die de wetstafelen vasthoudt. De overhuiving laat vijf naar beneden kijkende koningsfiguren zien. Niet origineel is de bekroning, een zeskantig koepeltje waarop een rond tempeltje en een vergulde bol. Waarschijnlijk heeft daar het beeld van Sint Jacobus de Meerdere gestaan, de beschermheilige van de stad en de kerk. Mogelijk werd deze verwijderd tijdens of na de beeldenstorm. Van na de reformatie zijn er wapenborden van vooraanstaande families uit Den Haag. In de kerk hangen veel rouwborden langs de muren. Na de Bataafse Revolutie in 1795 moesten alle wapenborden en schilden verwijderd worden omdat zij een teken van adel waren, hetgeen niet paste in de gelijkheid, vrijheid en broederschap die zij nastreefden. Een bijzonder bord, vooral vanwege de grote maat, is het wapenbord van vrouwe Angenis Hooft, dat sinds maart 2011 weer in de kerk hangt.

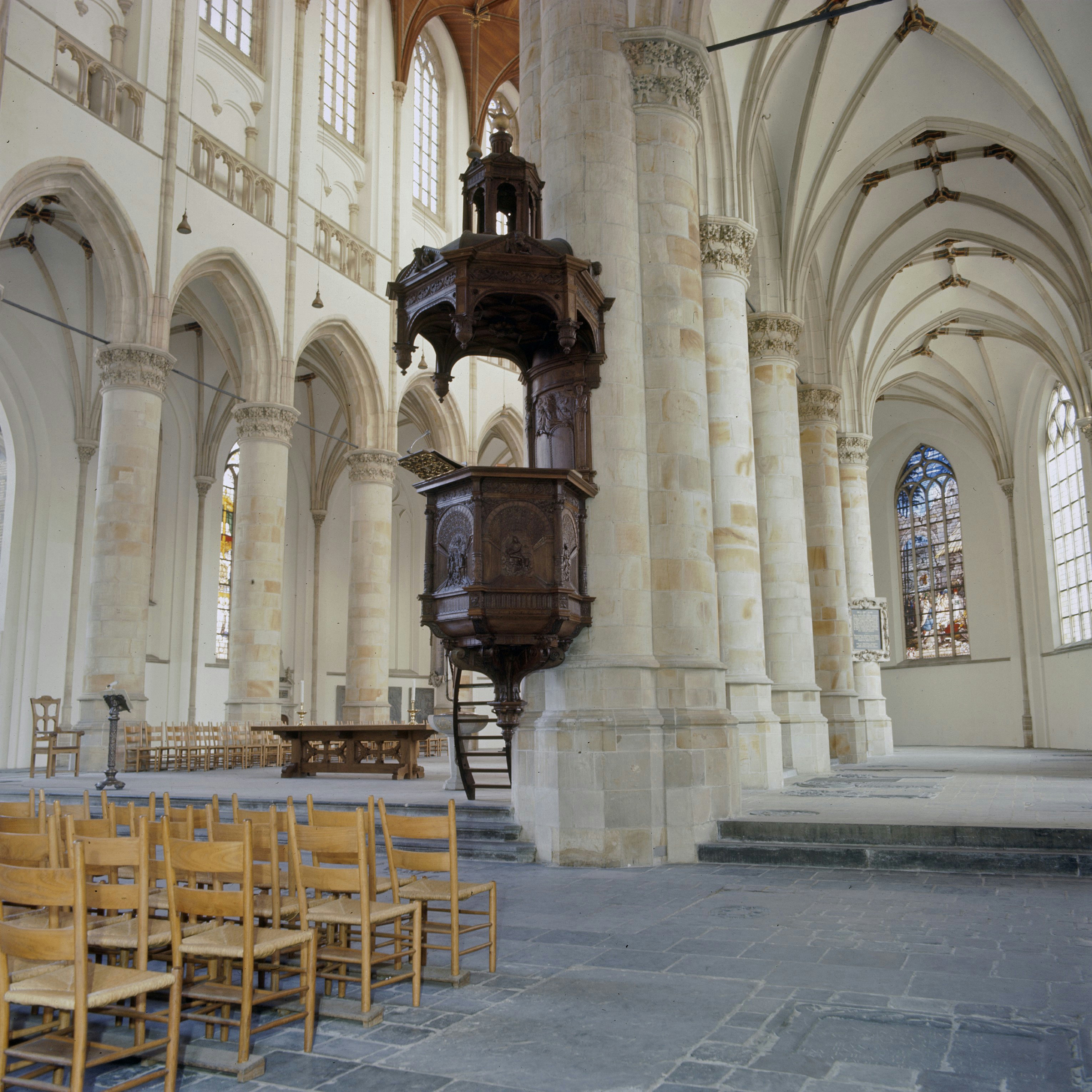
Preekstoel met zicht op het altaar en de zuidelijke kooromgang
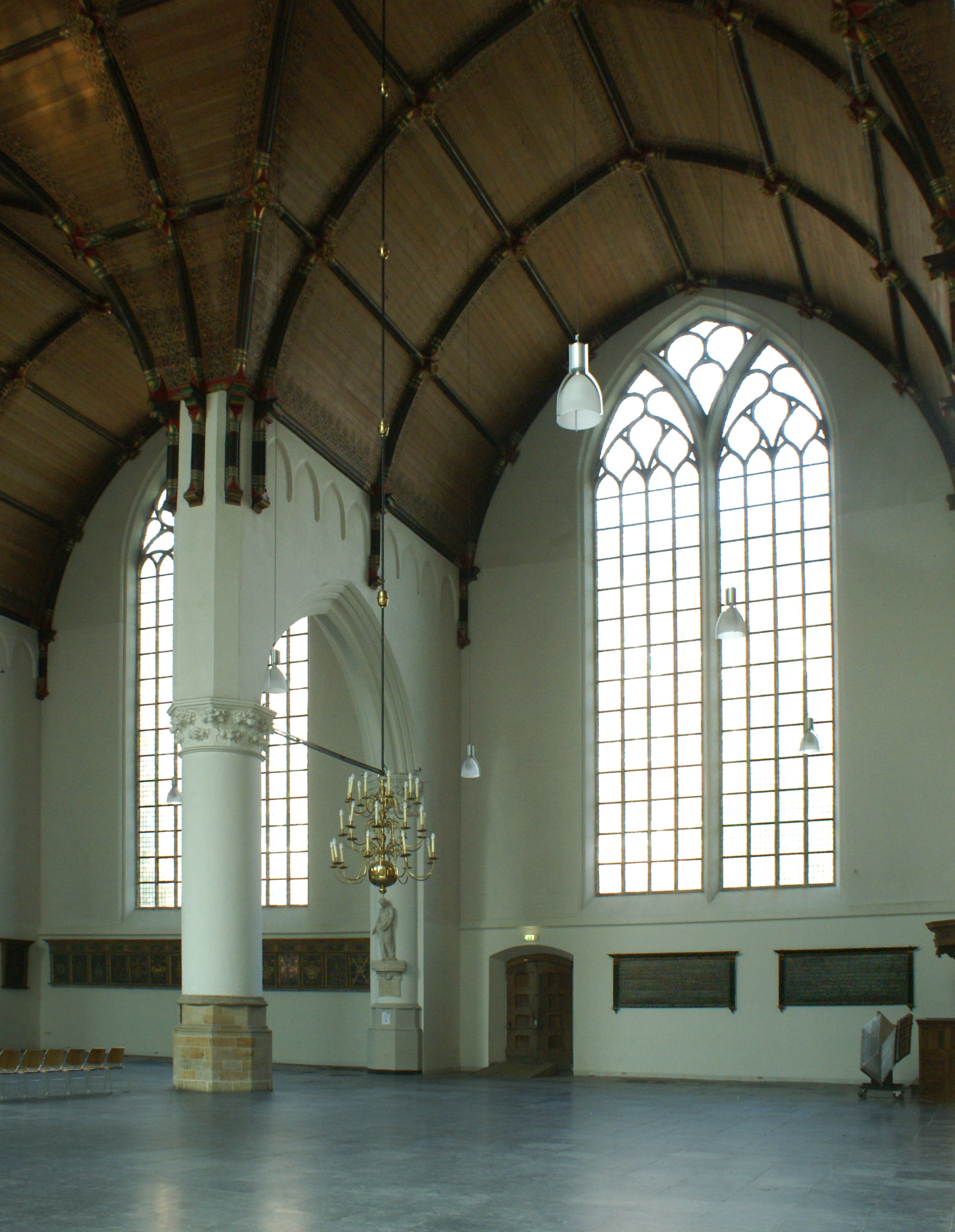
Noordgevel van het schip
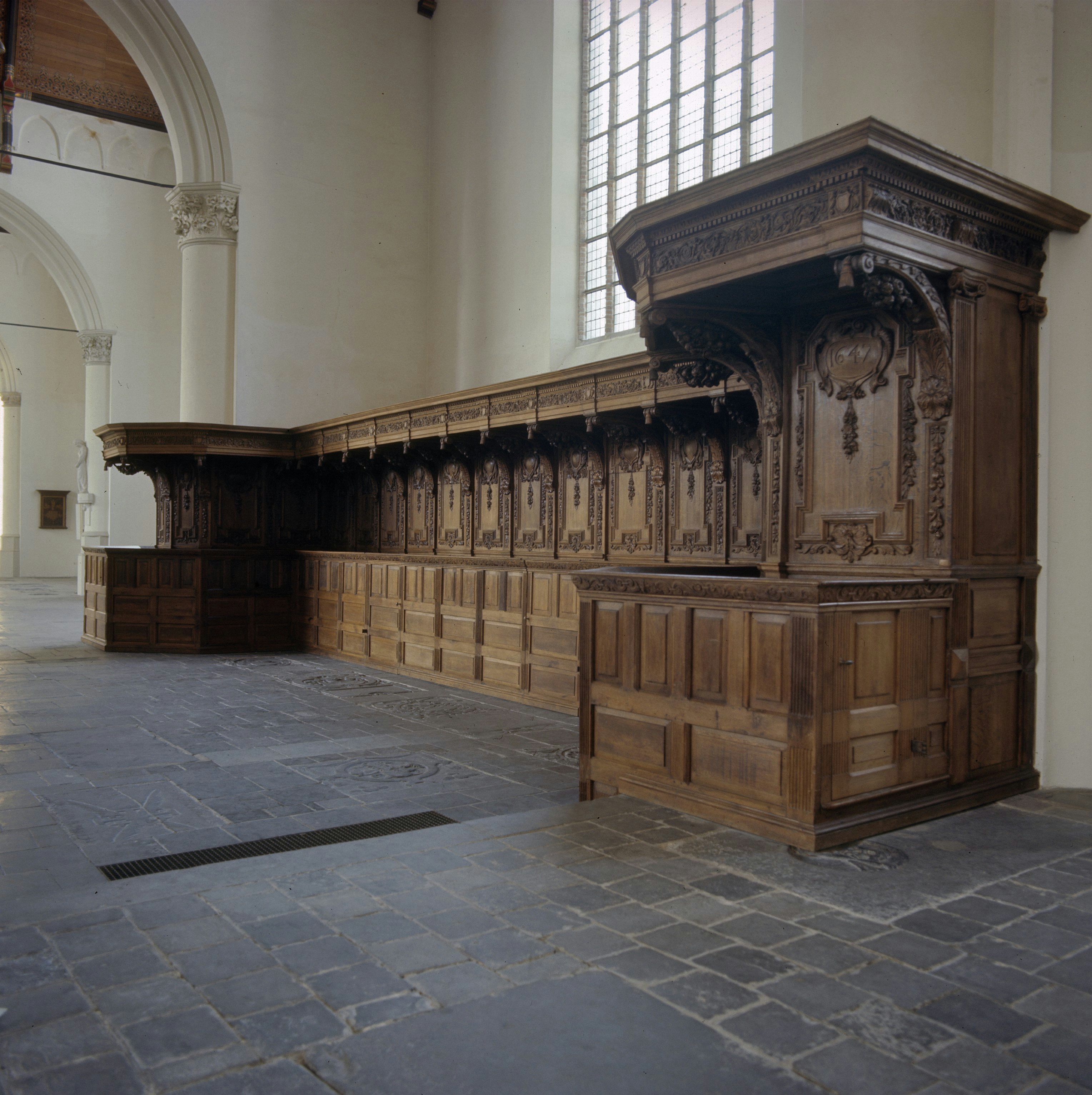
Overzicht van de herenbank
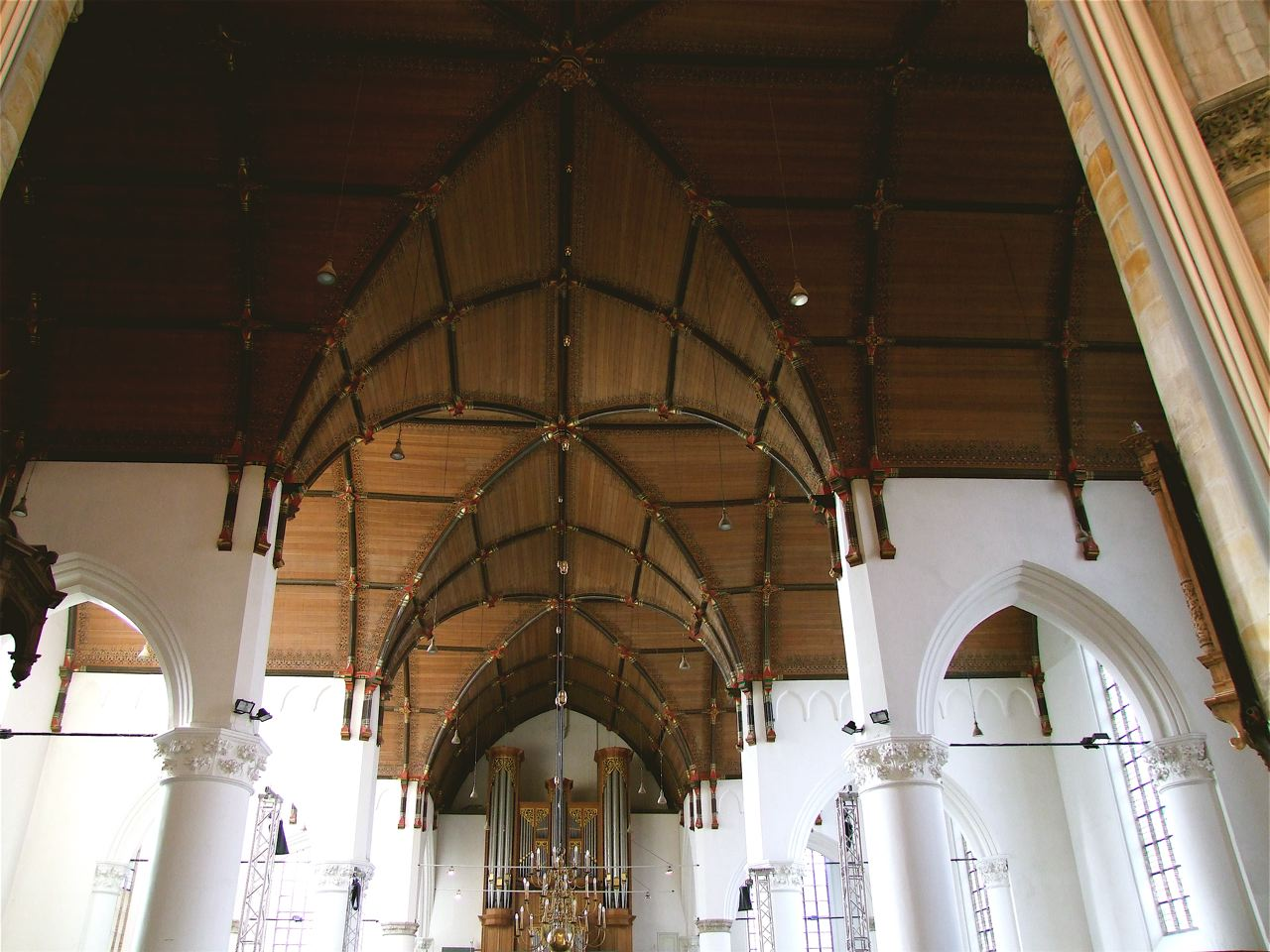
Dak van de middenbeuk gezien richting orgel
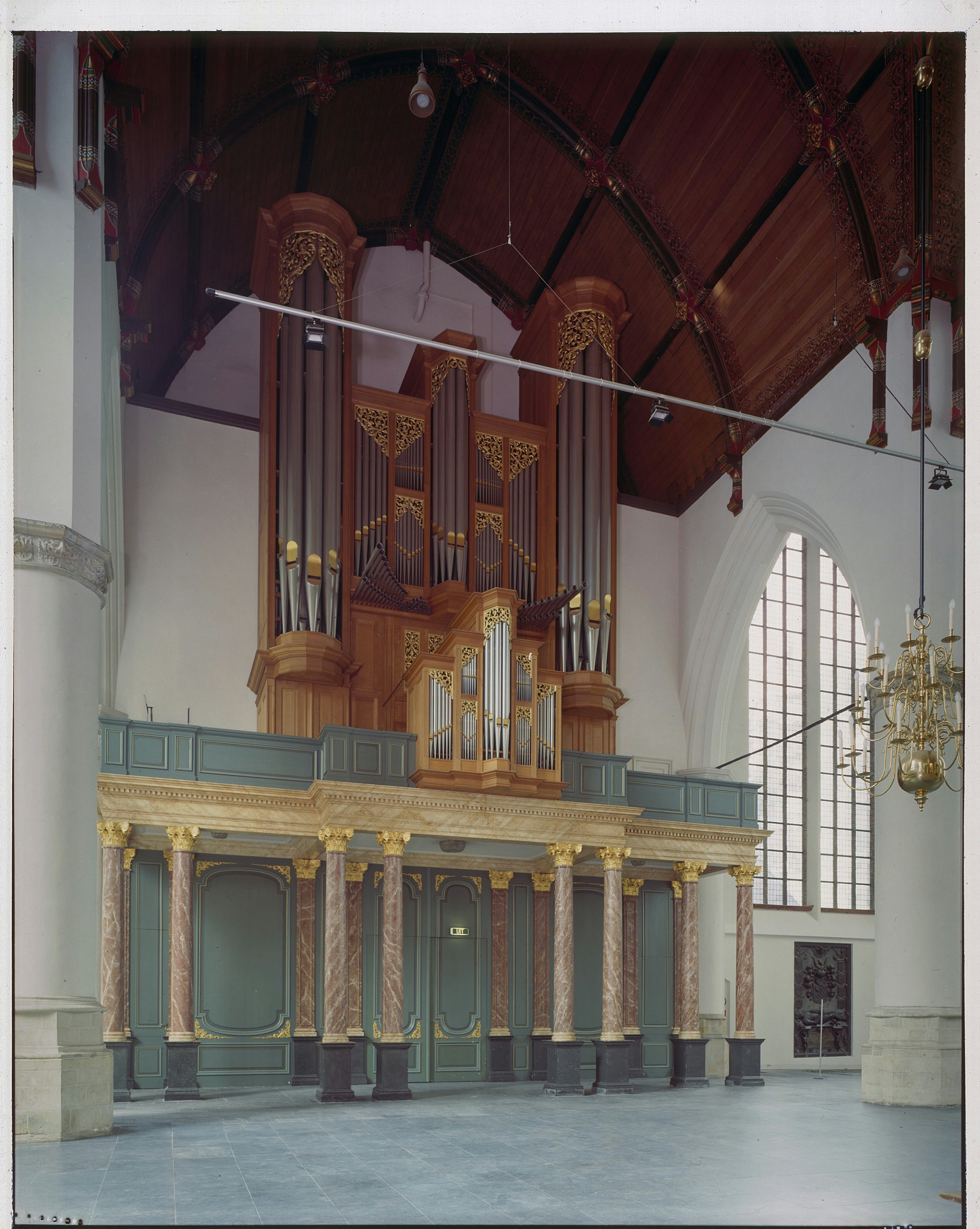
Westgevel met het Metzlerorgel
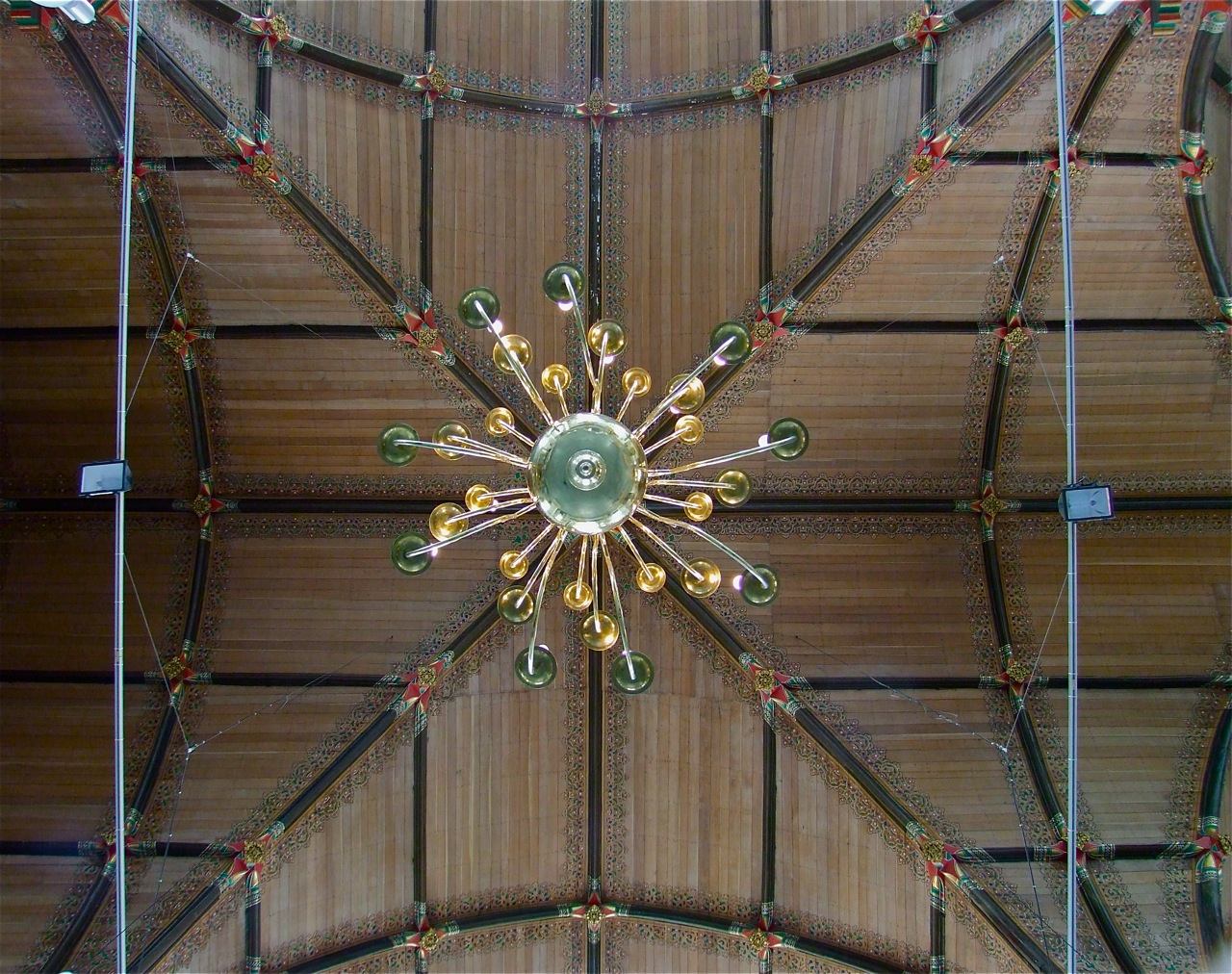
Houten plafond met geschilderde versieringen
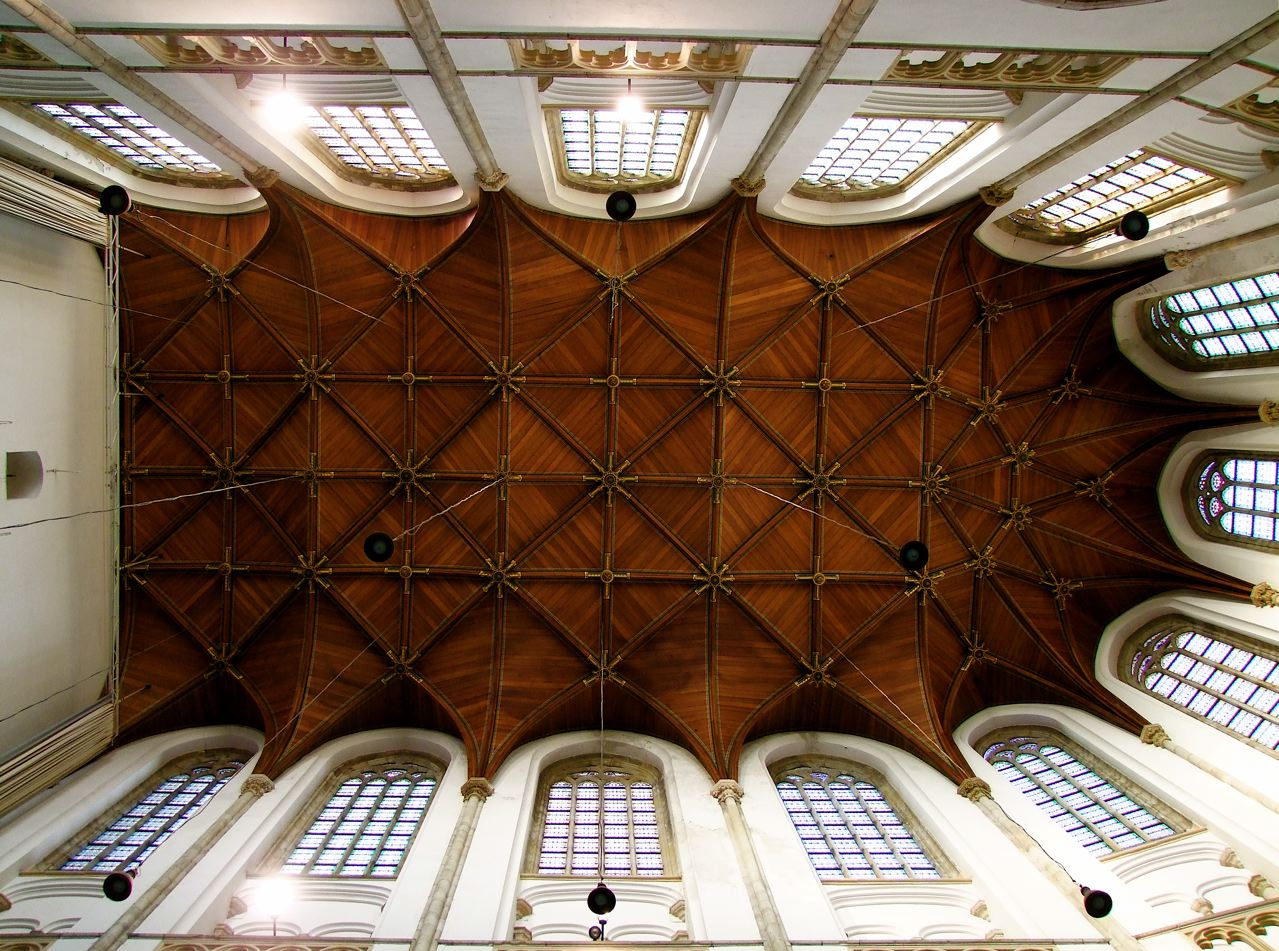
Het koor, dat hoger rijst dan het schip

### Kapellen

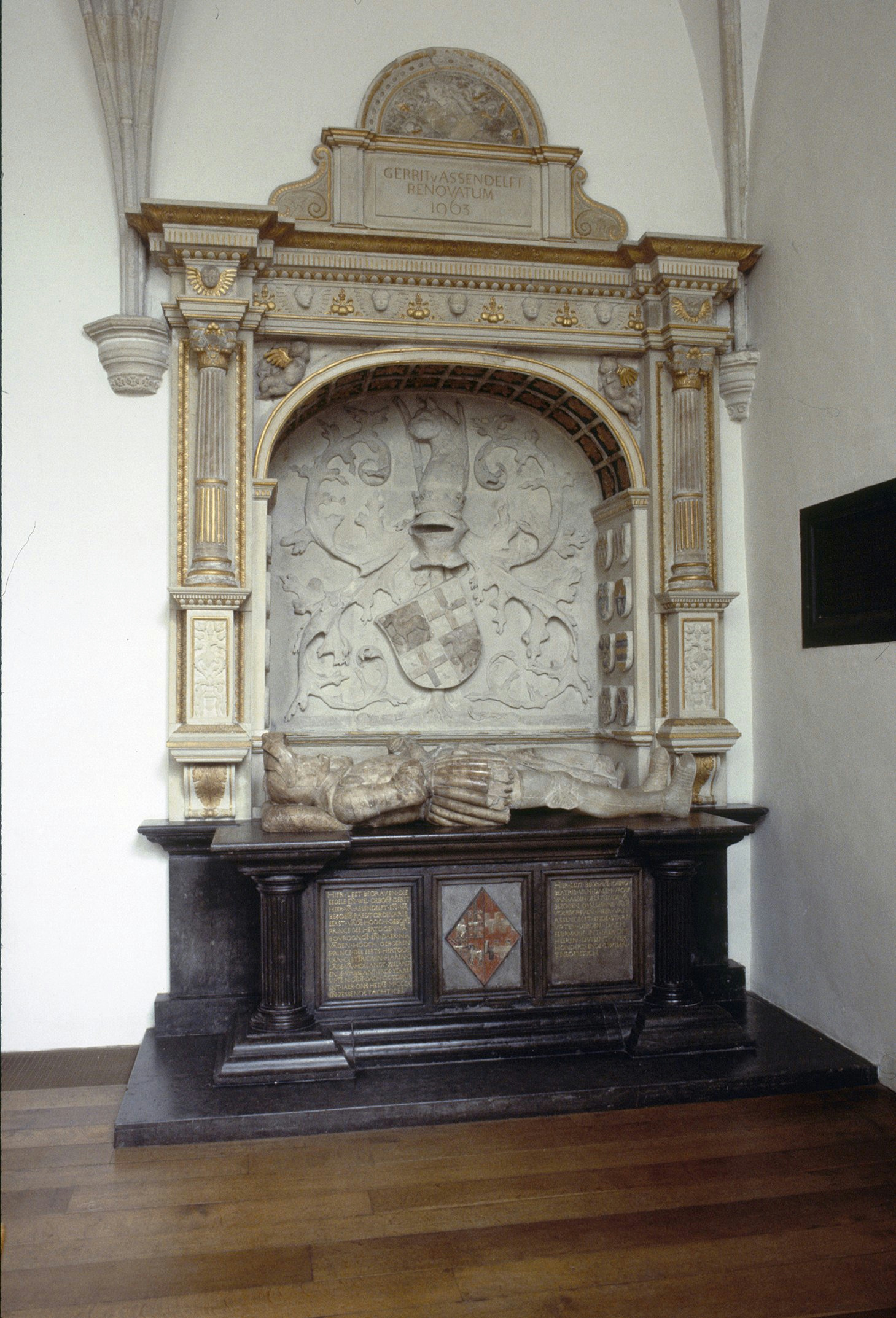
Grafmonument in de Van Assendelftkapel

De Mariakapel en de Heilige Kruiskapel zijn toevoeging die dateren van rond 1490. Deze hoge kapellen bestaan nog steeds en bevinden zich aan weerszijden van de kooromgang. Ergens in de periode daarna, maar vóór 1539, verrezen er nog drie kleinere kapellen aan de noordzijde van de kooromgang, de Heilig Grafkapel, Annakapel en Sacramentskapel. Rond 1540 telde de Sint-Jacobskerk twaalf kapellen. Ten tijde van de Reformatie verloren de kapellen hun oorspronkelijke functie. De kapellen werden een voor een afgebroken, op de Mariakapel, de Heilig Kruiskapel en de Van Assendelftkapel na.

#### Van Assendelftkapel
Deze familiekapel werd vermoedelijk gebouwd rond het jaar 1455, in opdracht van ridder Gerrit van Assendelft, die er samen met zijn vrouw Beatris van Dalem begraven werd. Zij lieten zich daar liggend afbeelden op een grafmonument. De kapel, met kruisgewelven en spitsboogramen, bevindt zich aan de zuidelijke zijde van de kerk. Na de kerkbrand van 1539 werd het huidige, in renaissancestijl uitgevoerde monument vervaardigd, dat is gemaakt van albast. Het is gesierd met zuiltjes met kapitelen, wapenschilden, engelenkopjes en bladornamenten. Tot in 1558 werden leden van de familie Van Assendelft begraven in deze kapel. De kapel en het grafmonument werden gerestaureerd in de jaren zestig van de twintigste eeuw. Tegenwoordig wordt de kapel gebruikt voor onder meer kamermuziekconcerten en huwelijken.

### Restauraties en onderzoeken
Onderzoek tijdens restauratiewerkzaamheden eind jaren vijftig van de twintigste eeuw wees uit dat de kernen van de zuilen van het middenschip bestaan uit de oorspronkelijke, veertiende-eeuwse, ledestenen zuilen. Zij waren in later eeuwen ter versteviging omkapseld. Tijdens archeologisch onderzoek in 2009 werden muren aangetroffen uit de veertiende eeuw, opgebouwd uit grote kloostermoppen, vermoedelijk daterend ergens uit de jaren tussen 1320 en 1350. In de loop der eeuwen was er tegen de buitenkant van de kerk een onoverzichtelijk geheel van kapellen, schuren en woningen gebouwd. Op verzoek van het Haagse gemeentebestuur werden ze in de jaren vijftig van de negentiende eeuw afgebroken en in 1858 verrezen daarvoor in de plaats 27 armenhuisjes in een eenvoudige bouwstijl die meer uniform van karakter was.

#### Grote restauratie van 1910

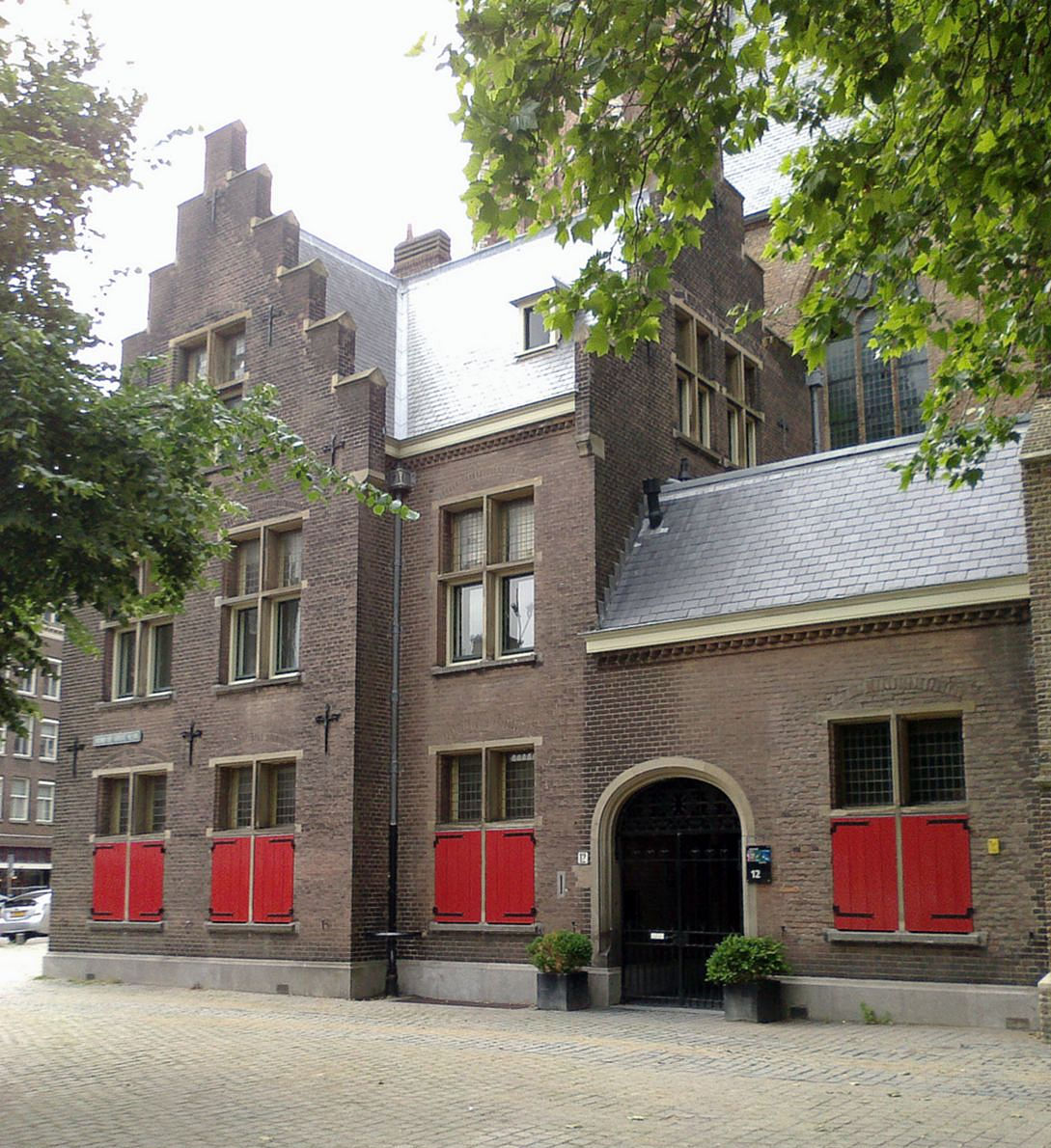
Kosterswoning, ontworpen door architect Pierre Cuypers in een sobere Hollandse renaissancestijl. De woning staat tegen de kerk aan, in de oksel van de Haagse Toren en het schip.

Tussen 1910 en 1921 vond de grootste en ingrijpendste restauratie plaats van de moderne tijd. De leiding was in handen van de beroemde architect Pierre Cuypers, terwijl de uitvoering voornamelijk werd begeleid door zijn zoon Joseph Cuypers, die eveneens architect was. Er werden onderdelen van de kerk gerestaureerd, gewijzigd, afgebroken en er werden enkele toegevoegd. De armenhuisjes werden gesloopt en ten zuiden van de toren werd tegen de kerk een door Pierre Cuypers zelf ontworpen kosterswoning gebouwd, die nog altijd aanwezig is. Het is een van de weinige bouwwerken van de hand van deze bouwmeester die in Den Haag te vinden zijn. Ten oosten van de Van Assendelftkapel verrees een consistorieruimte in een zestiende-eeuwse stijl. Deze is eveneens nog steeds aanwezig en wordt nu gebruikt als café-restaurant. De steunberen van de kerk kregen natuurstenen afdekplaten. Aan de noordzijde van de kerk verrees een neogotisch entreeportaal, dat later weer is afgebroken. De loden bekleding van de dakruiter op de nok van de kap was eeuwenlang zandkleurig geschilderd geweest, maar werd nu loodkleurig grijs geverfd met een “bezande” afwerking.
Ook in het interieur van de kerk vonden enkele ingrijpende veranderingen plaats. Alle zuilen werden van de verflagen ontdaan en voorzien van nieuwe natuurstenen kapitelen met bladornamenten. Het triforium in het hoogkoor kreeg natuurstenen balustraden. Tegen de noord- en zuidwand van het schip werden nieuwe galerijen toegevoegd. De in ca. 1830 aangebrachte gewelfbeschietingen werden met eikenhout bekleed. Het stucplafond van het hoogkoor, eveneens uit ca. 1830, werd vervangen door een houten netgewelf constructie. De ribben en delen van de plafondvelden werden van geschilderde versieringen voorzien. Ook op de stenen gewelven werden nieuwe beschilderingen aangebracht.

### Gebruik
Tot aan de Beeldenstorm in 1566 was de kerk in gebruik voor de katholieke liturgie. Minder bekend is dat ook de graven van Holland voor sommige familiegelegenheden gebruik maakten van de Grote Kerk, in plaats van hun Hofkapel op het Binnenhof. Zo liet de toenmalige graaf van Holland, hertog Albrecht van Beieren, hier in 1372 zijn dochter Johanna dopen door de abt van Egmond, in aanwezigheid van onder andere Willem van Gulik, de hertog van Gelre en Jan II van Polanen, heer van de Lek en Breda, wier echtgenotes het kind ten doop hielden. In 1405 keerde Albrecht van Beieren voor het laatst terug in de kerk, ditmaal opgebaard, om aan zijn onderdanen te worden getoond, voor zijn begrafenis in de Hofkapel.
Nadat in Nederland de reformatie plaatsvindt gaat het bezit van de Sint-Jacobskerk over op de Nederduitse Gereformeerde Kerk (later Nederlandse Hervormde Kerk). Na 1574 wordt de kerk dan ook uitsluitend gebruikt voor protestantse diensten, al doet de preekstoel nog terugdenken aan de katholieke periode. Sinds 1982 wordt de kerk niet meer voor wekelijkse erediensten gebruikt. Tegenwoordig wordt het gebouw hoofdzakelijk gebruikt voor culturele evenementen, zoals orgelconcerten, beurzen en tentoonstellingen. Voor de exploitatie is op 20 januari 2020 een stichting opgericht.

#### Troonredes 2020 en 2021
Op 9 juni 2020 maakten de voorzitters van de Eerste Kamer en Tweede Kamer bekend dat de koning de troonrede op Prinsjesdag dat jaar zou gaan uitspreken in de Grote Kerk. De Ridderzaal op het Binnenhof kon niet voldoende ruimte bieden om gepaste afstand te houden in het kader van de covid-19-maatregelen. Om dezelfde reden werd ook de troonrede van 2021 in de Grote Kerk uitgesproken. Hiermee zijn dit de eerste twee troonredes sinds 1904 die niet in de Ridderzaal zijn uitgesproken.

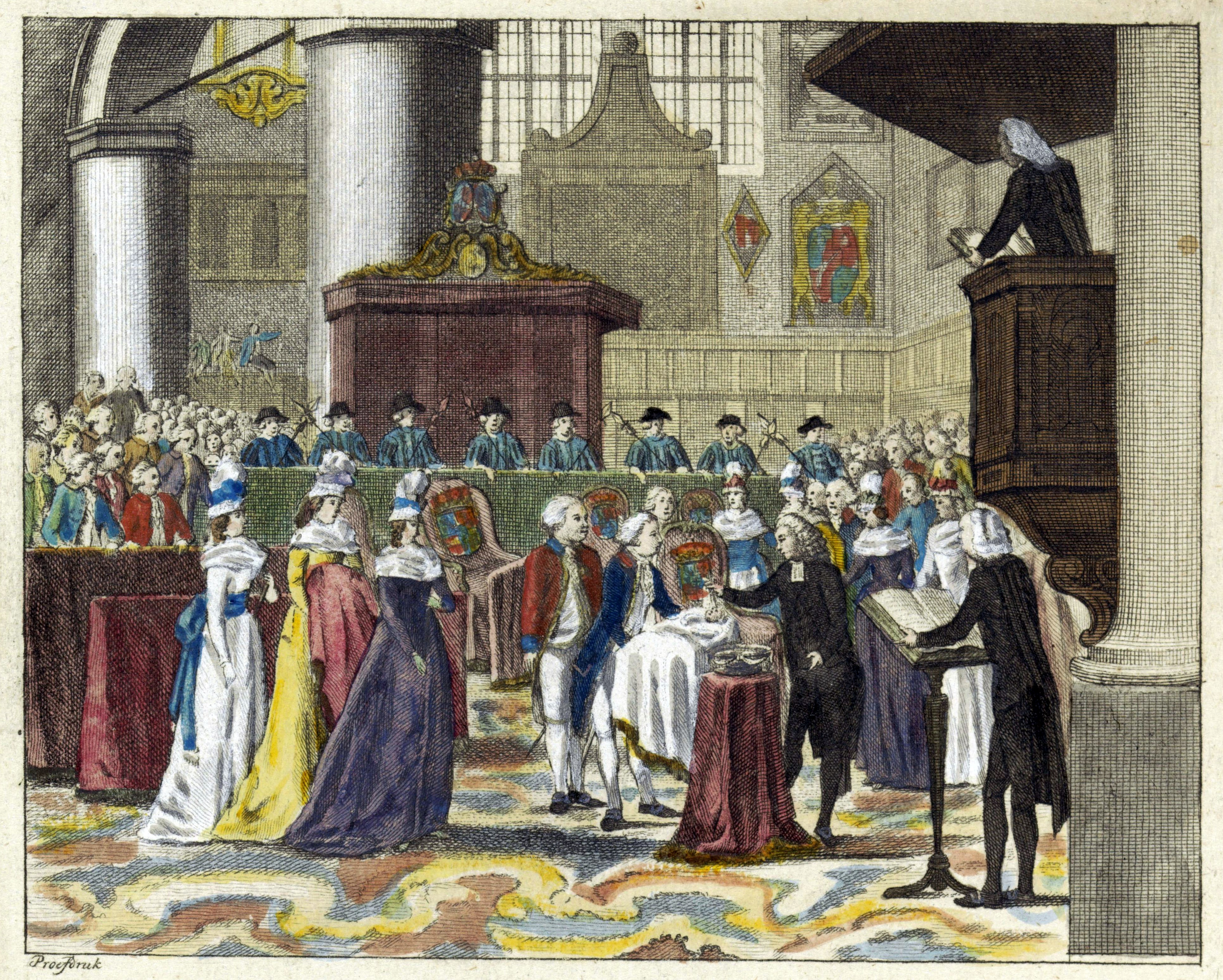
Doop prins Willem Frederik George, de latere koning Willem II der Nederlanden

### Koninklijk Huis

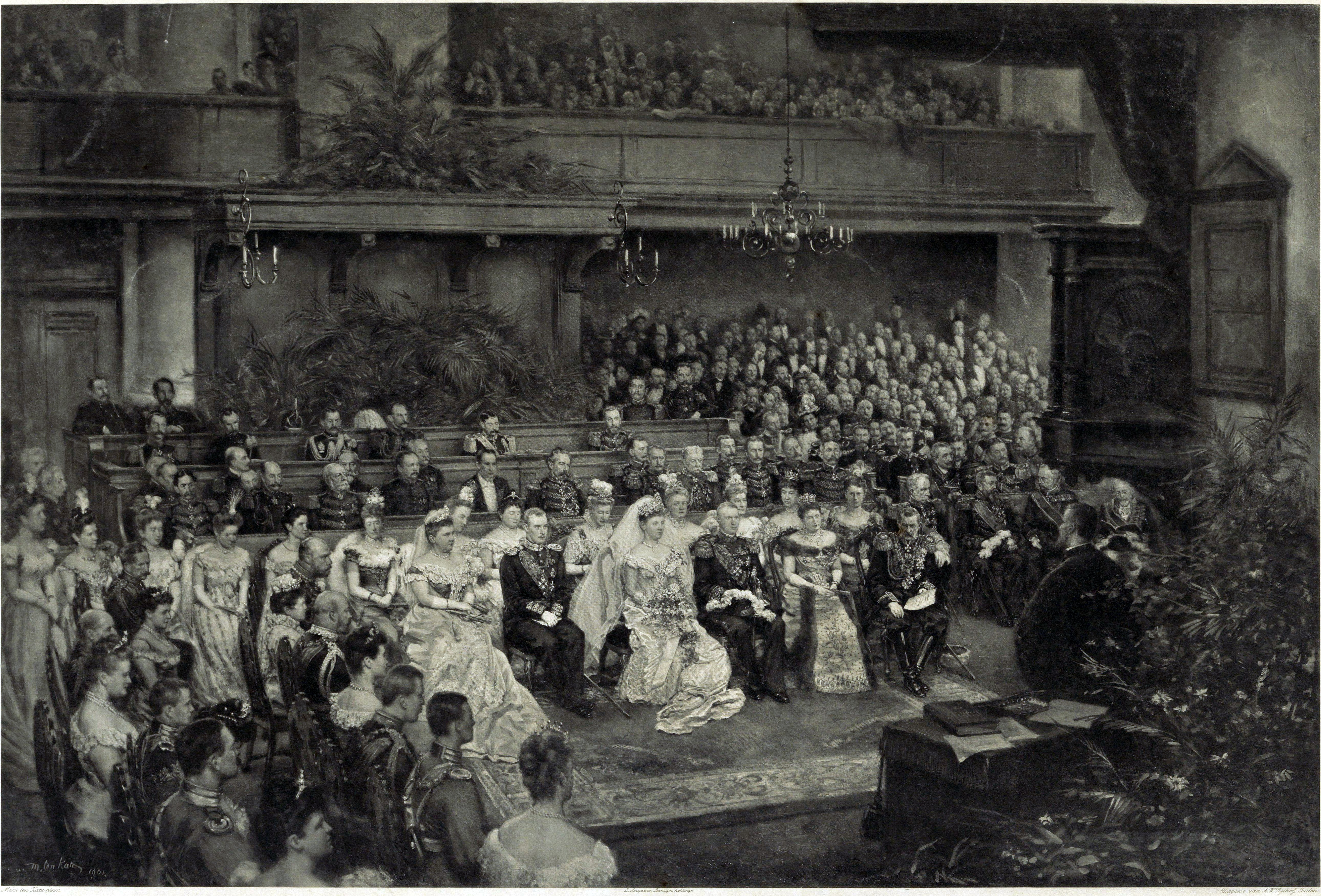
Huwelijk Koningin Wilhelmina en Hertog Hendrik

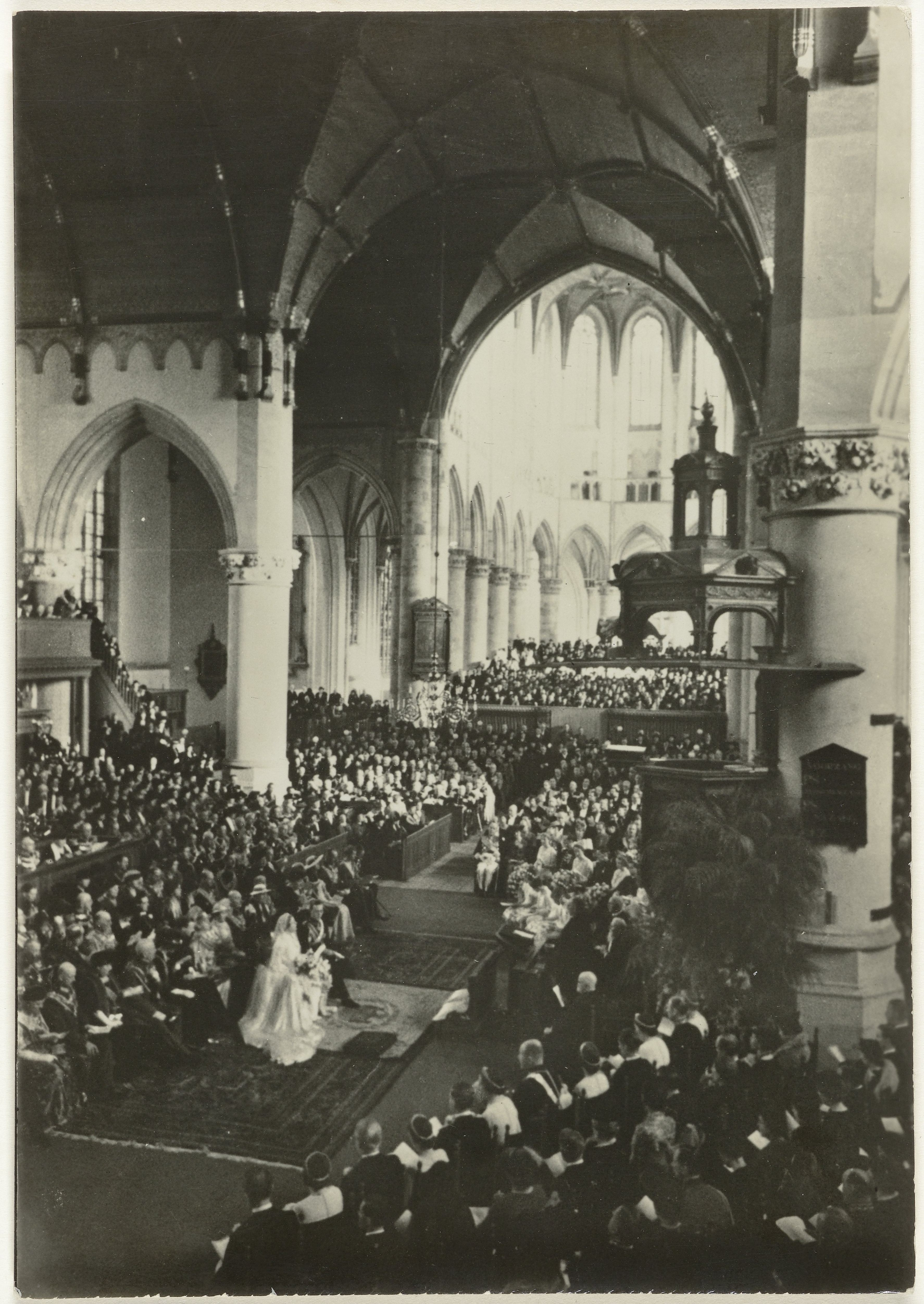
Huwelijk prinses Juliana en prins Bernhard

De Oranjes gebruiken het gebouw al eeuwen voor doopplechtigheden en huwelijken. Ook leden van aan het Huis Oranje-Nassau verwante vorstelijke families werden in deze kerk gedoopt en gehuwd.
| datum             | gebeurtenis | vorstelijke personen                                                                                           |
| ----------------- | ----------- | --- |
| 1 juli 1626       | Doop        | prins Willem II van Oranje                                                                                     |
| 16 december 1627  | Doop        | prinses Louise Henriëtte, dochter van prins Frederik Hendrik van Oranje                                        |
| 23 November 1628  | Doop        | prinses Henriëtte Amalia, dochter van prins Frederik Hendrik van Oranje                                        |
| 20 Mei 1632       | Doop        | prinses Isabella Charlotte, dochter van prins Frederik Hendrik van Oranje                                      |
| 8 juni 1634       | Doop        | prinses Albertine Agnes, dochter van prins Frederik Hendrik van Oranje                                         |
| 29 maart 1637     | Doop        | prinses Henriëtte Catharina, dochter van prins Frederik Hendrik van Oranje                                     |
| 26 oktober 1642   | Doop        | prinses Maria, dochter van prins Frederik Hendrik van Oranje                                                   |
| 15 januari 1651   | Doop        | prins Willem III van Oranje                                                                                    |
| 8 februari 1689   | Doop        | prinses Maria Amalia, dochter van vorst Hendrik Casimir II van Nassau-Dietz                                    |
| 11 april 1748     | Doop        | prins Willem V van Oranje-Nassau                                                                               |
| 5 maart 1760      | Huwelijk    | prinses Carolina van Oranje-Nassau, zuster van Willem V met vorst Karel Christiaan van Nassau-Weilburg         |
| 13 januari 1761   | Doop        | erfprins George Willem Belgicus van Nassau-Weilburg                                                            |
| 20 december 1761  | Doop        | prins Lodewijk van Nassau-Weilburg                                                                             |
| 8 februari 1764   | Doop        | prinses Maria van Nassau-Weilburg                                                                              |
| 2 oktober 1765    | Doop        | prinses Louise van Nassau-Weilburg                                                                             |
| 30 oktober 1768   | Doop        | erfprins Frederik Willem van Nassau-Weilburg                                                                   |
| 19 december 1770  | Doop        | prinses Louise van Oranje-Nassau                                                                               |
| 17 september 1772 | Doop        | erfprins Willem, de latere koning Willem I der Nederlanden                                                     |
| 3 maart 1774      | Doop        | prins Willem George Frederik van Oranje-Nassau                                                                 |
| 14 oktober 1790   | Huwelijk    | prinses Louise van Oranje-Nassau met hertog Karel van Brunswijk-Wolfenbüttel                                   |
| 28 december 1792  | Doop        | erfprins Willem, de latere koning Willem II der Nederlanden                                                    |
| 24 augustus 1818  | Doop        | prins Alexander der Nederlanden                                                                                |
| 4 mei 1824        | Doop        | prinses Sophie der Nederlanden                                                                                 |
| 18 augustus 1828  | Doop        | prinses Louise, dochter van prins Frederik der Nederlanden                                                     |
| 12 augustus 1841  | Doop        | prinses Marie, dochter van prins Frederik der Nederlanden                                                      |
| 7 februari 1901   | Huwelijk    | koningin Wilhelmina der Nederlanden met hertog Hendrik van Mecklenburg-Schwerin                                |
| 7 januari 1937    | Huwelijk    | prinses Juliana der Nederlanden en prins Bernhard van Lippe-Biesterfeld                                        |
| 12 mei 1938       | Doop        | prinses Beatrix der Nederlanden                                                                                |
| 18 april 1966     | Huwelijk    | prins Karl van Hessen-Kassel en gravin Yvonne Margit Valerie Szapáry von Muraszombath, Széchysziget und Szapár |
| 10 januari 1967   | Huwelijk    | prinses Margriet der Nederlanden en Pieter van Vollenhoven                                                     |
| 2 september 1967  | Doop        | prins Willem-Alexander der Nederlanden                                                                         |
| 19 mei 2001       | Huwelijk    | prins Constantijn der Nederlanden en Laurentien Brinkhorst                                                     |
| 12 juni 2004      | Doop        | prinses Catharina-Amalia der Nederlanden                                                                       |

Ook niet-vorstelijke (bastaard) afstammelingen van het Huis Oranje-Nassau vierden hun plechtigheden in deze zelfde kerk. Zo vond op 7 oktober 1649 de doop plaats van Willem Hendrik van Nassau-Zuylestein, die later diplomaat en een vertrouweling van koning-stadhouder Willem III werd. En op 10 december 1679 vond in deze kerk de doop plaats van Willem Maurits van Nassau-Ouwerkerk, die het zou schoppen tot veldmaarschalk in het Staatse leger.

### Tramlijnen
In 1880 ging er een paardentramlijn rijden over het Kerkplein/Rond de Grote kerk(straatnaam); komende vanaf het Plein en door het Binnenhof reed die vanaf de Dagelijkse Groenmarkt de Prinsestraat in. In hetzelfde jaar ging paardentramlijn D ook vanaf het Plein rijden, via de Riviervischmarkt en Westeinde. In 1906 nam de elektrische lijn 3 de route van lijn C over, en in 1907 werd lijn D vervangen door de elektrische lijn 4. In 1928 komt de keerlus om de kerk in gebruik voor lijn 20. In hetzelfde jaar verliet lijn 3 de Prinsestraat en reed voortaan via de Torenstraat en langs beide zijden van de kerk. Tussen 1926 en 1937 reed lijn 2 (1e) door de Jan Hendrikstraat en de Torenstraat. In 1948 werd lijn 20 vernummerd in lijn 2 (3e). De keerlus bleef in regulier gebruik tot de opheffing van lijn 2 in 1963. Sindsdien wordt de keerlus nog steeds af en toe gebruikt voor omleidingen of als tijdelijk eindpunt. Tot 1961 lag er dubbelspoor voor de Haagse toren. Sindsdien kunnen trams van Jan Hendrikstraat naar Torenstraat alleen doorrijden als ze om de kerk heen rijden. Dit is geen reguliere route. Om vanaf het Buitenhof de keerlus te gebruiken en ook zo terug te keren is het noodzakelijk om tweemaal een 'rondje om de kerk' te rijden.

## Haagse toren
De toren die de westkant van de kerk vormt heet de St. Jacobstoren. Door de hoogte en de vorm van de lantaarn is de toren gemakkelijk te herkennen in de skyline van Den Haag, ook als silhouet. Inwoners van Den Haag spreken meestal van de "Haagse toren".

### Geschiedenis
De St. Jacobstoren werd tussen 1420 en 1424 voltooid met steun van hertog Jan van Beieren, waarschijnlijk als losse zeskantige wachttoren (een in Nederland zeldzame vorm) naast een kleine kerk, vergelijkbaar met de belforten van België en Noord-Frankrijk. De toren was waarschijnlijk al vanaf het begin voorzien van een uurwerk en klokken. Er wordt wel gesteld dat de achtkantige toren van de Abdij van Middelburg als voorbeeld zou hebben gediend,, maar waarschijnlijker is dat de zeskantige toren van Poortvliet op op het eiland Tholen als voorbeeld diende.
De toren brandde in 1539 voor het eerst gedeeltelijk af door blikseminslag. Het uurwerk en de klokken gingen ten onder. Ook 40 huizen rondom de kerk werden door de brand verwoest. In 1542 was de wederopbouw voltooid. De afgebrande houten gotische lantaarn (spits) was vervangen door een renaissancistische.
Constantijn Huygens volgde in 1665 vanaf de toren de zeeslag die het begin werd van de Tweede Engels-Nederlandse Oorlog. In 1702 sloeg de bliksem nogmaals in. De burger Abraham Streng beklom de brandende toren, 321 treden hoog, om het vuur te doven met zijn nachthemd.

Daar staat een Tooren op tot aan de lucht verheven,

Die aan den Reyser kan van ver een teycken geven:

Hoe dat hy afgedwaelt, in bergen of in dal,

Zijn wegen seeker na den Haegh toenemen sal.
— Jacob van der Does, 1667

De lantaarn werd in 1861 vervangen voor een veel zwaardere gietijzeren neogotische spits, die in de volksmond 'De slaapmuts' werd genoemd. Door het gewicht van deze spits begonnen de zware bakstenen muren van de toren scheuren te vertonen. In 1957 werd de met koper beklede houten renaissancistische lantaarn gereconstrueerd, zij het wat groter om het inmiddels uitgebreide carillon te herbergen. Bij deze restauratie werden ook betonnen tussenverdiepingen gemaakt die de wanden weer in verband trokken.
De toren was gesloten voor het publiek. Sinds mei 2017 is de toren sporadisch open gesteld.

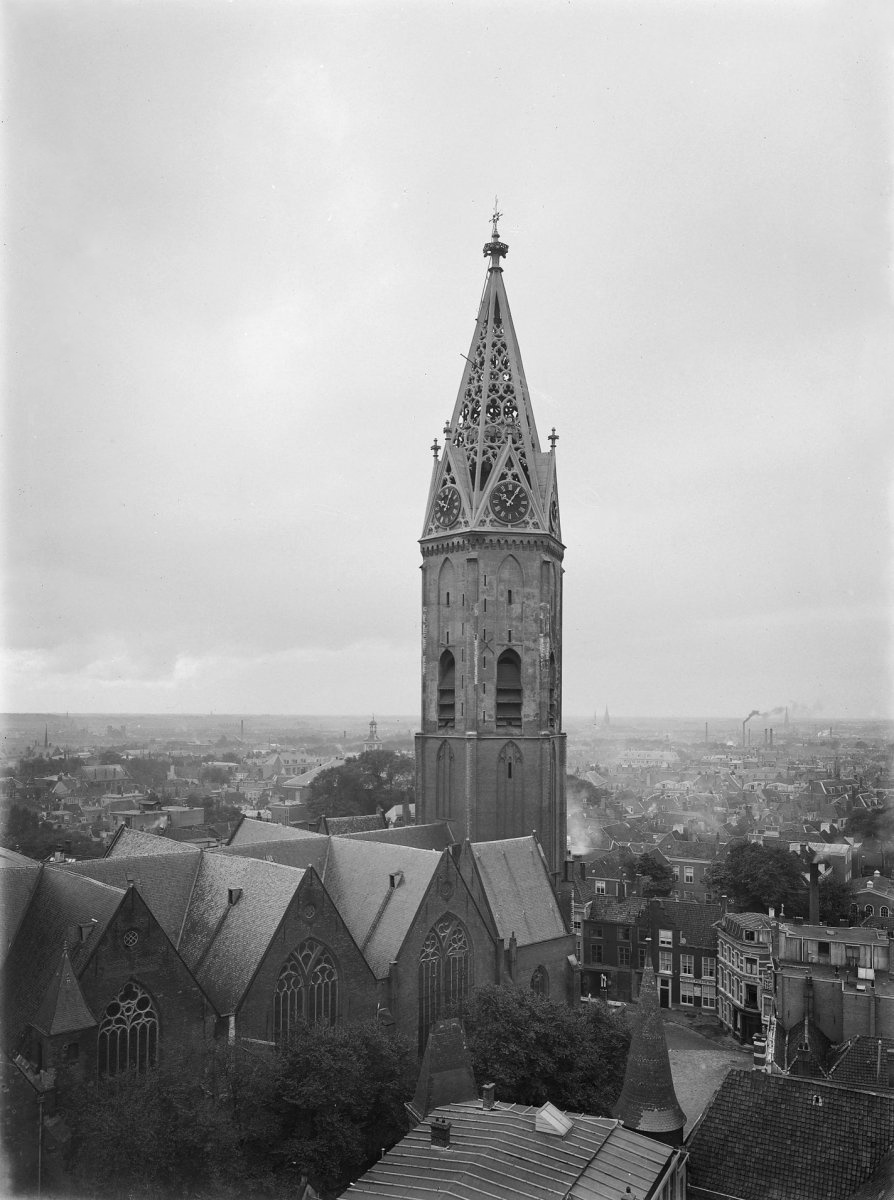
Gietijzeren torenbekroning rond 1900
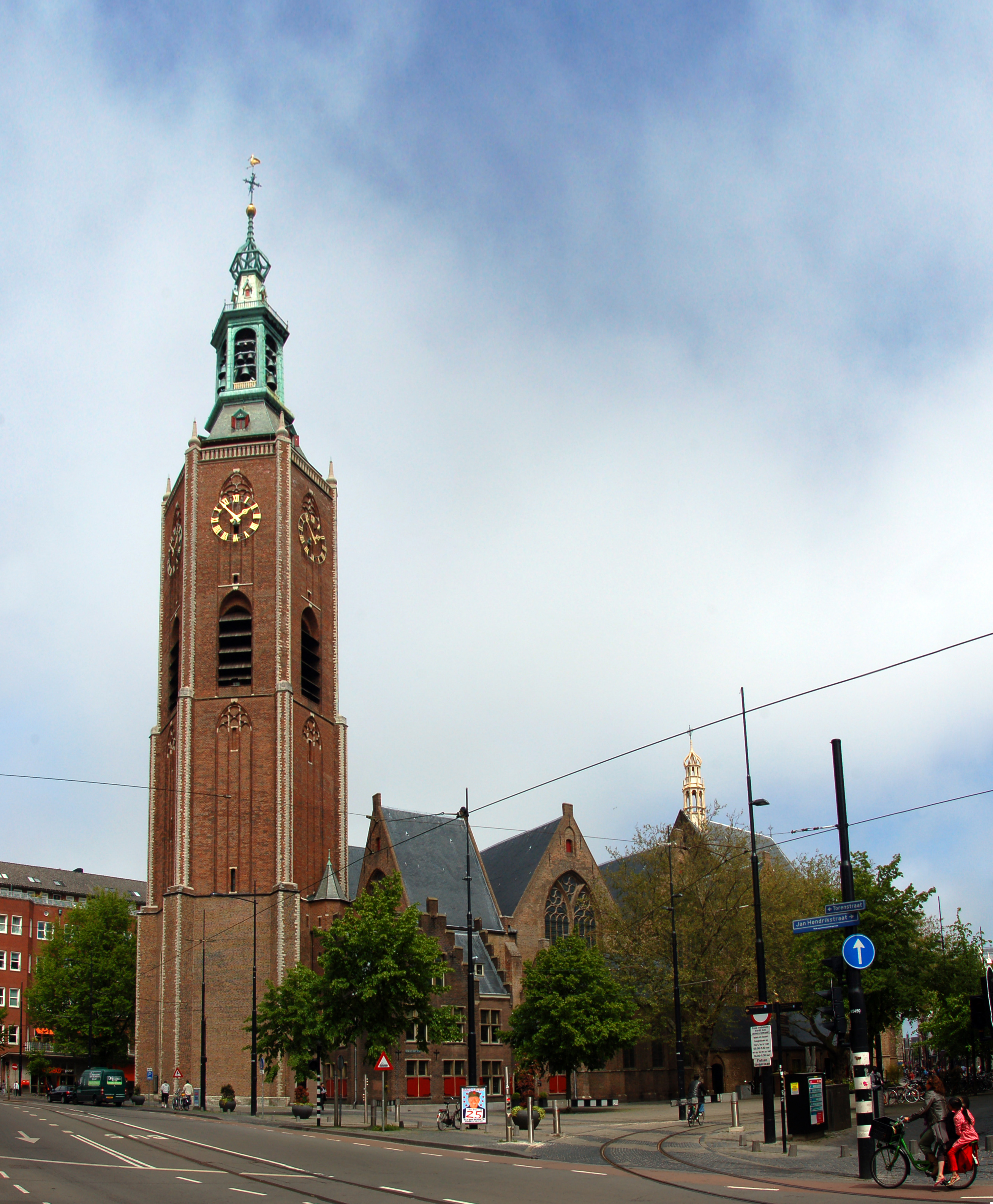
Gezicht op de Haagse toren vanuit het zuidwesten (2010)
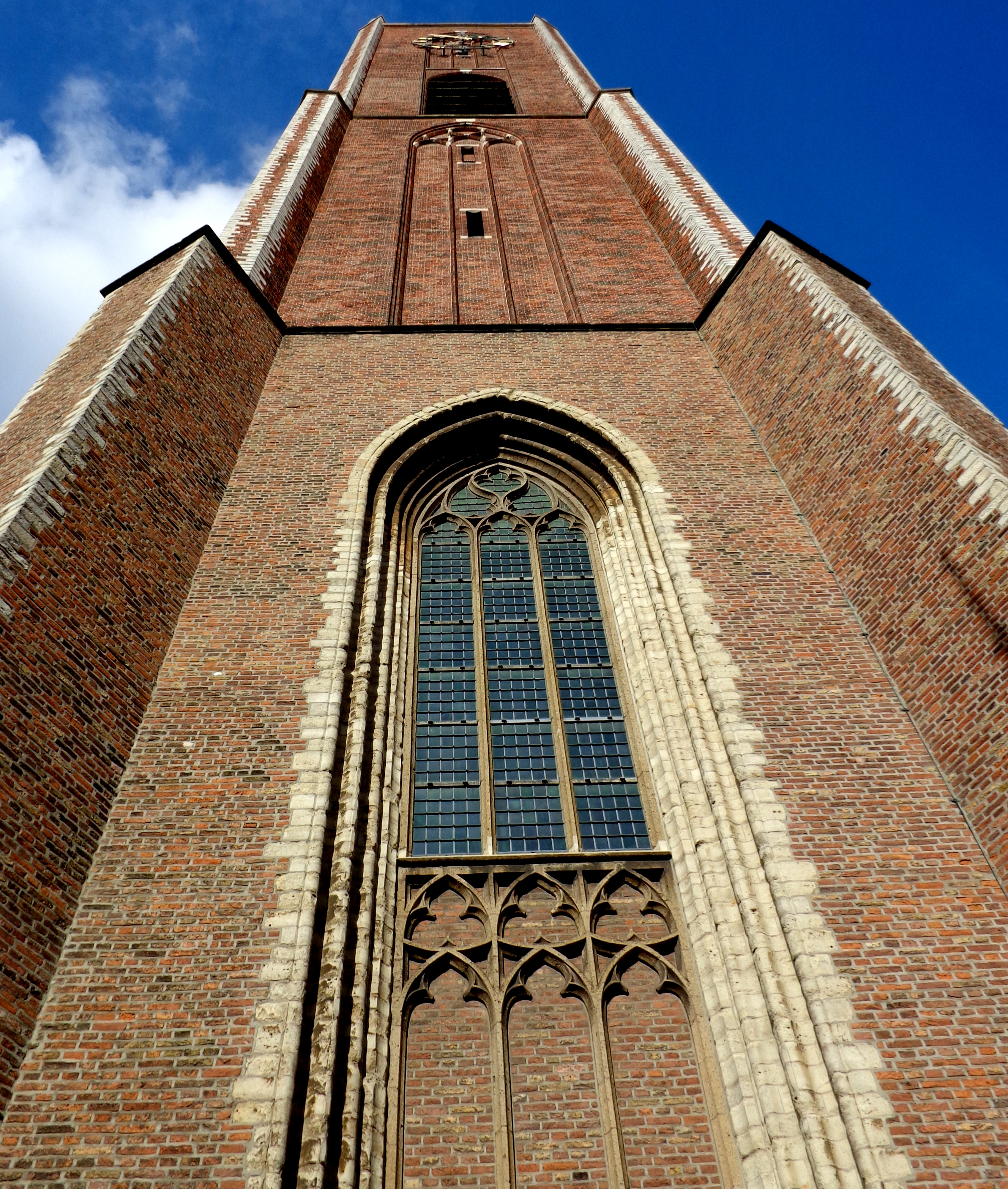
Zicht op de toren vanaf de hoofdingang van de kerk (2014)
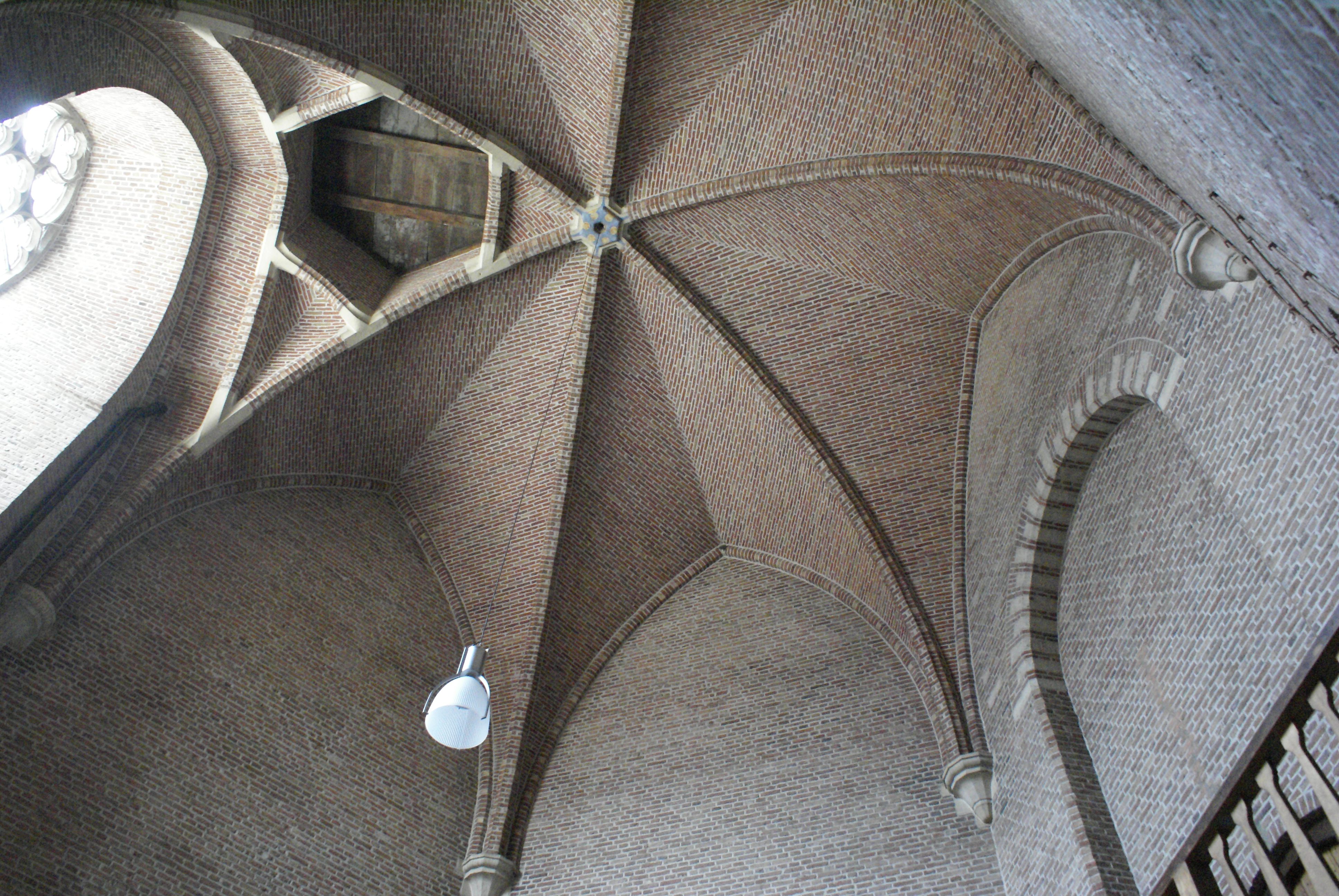
Gewelf van de zeshoekige Haagse toren (2010)
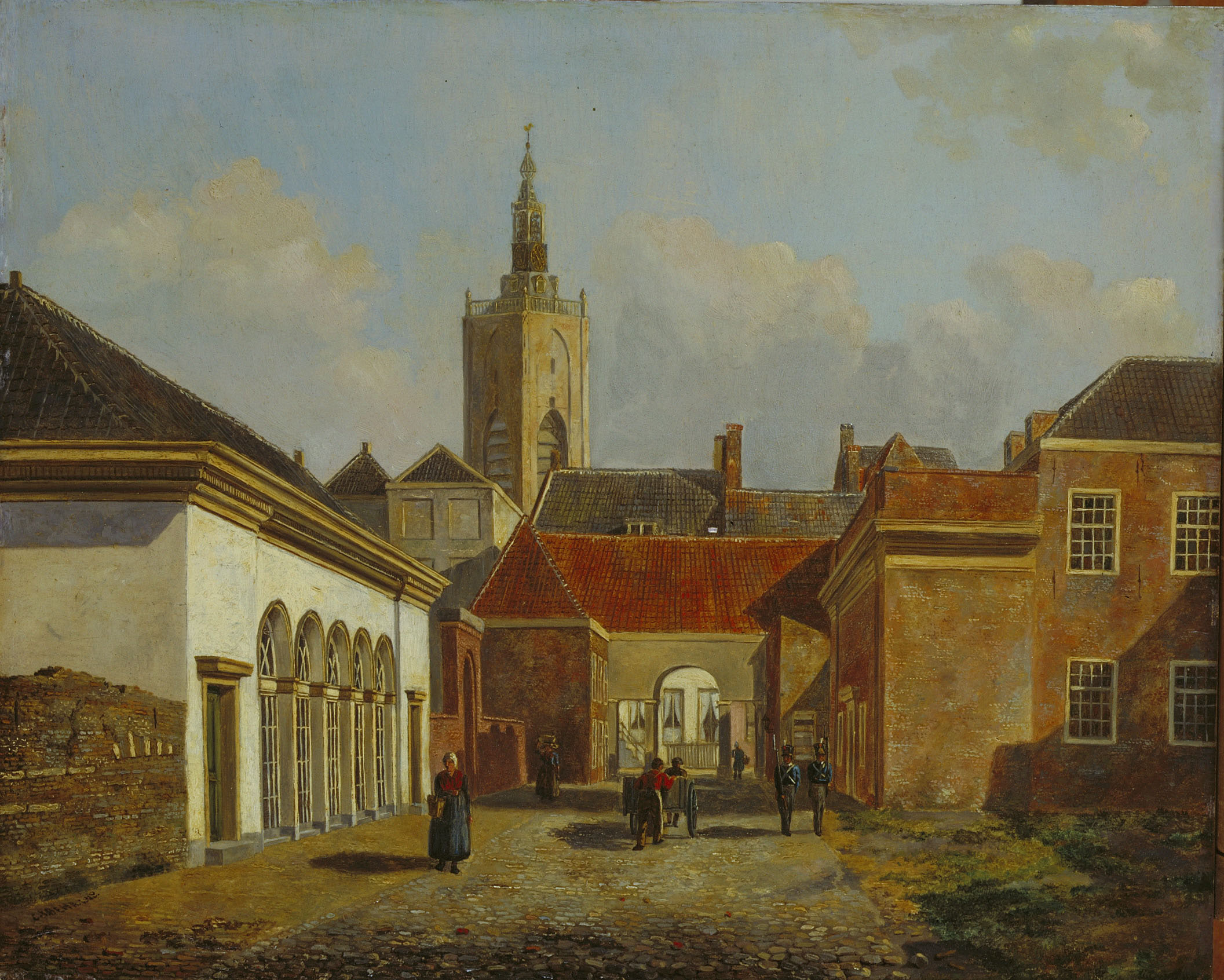
Gezicht op de Haagse toren vanaf de Korte Lombardstraat (1828)
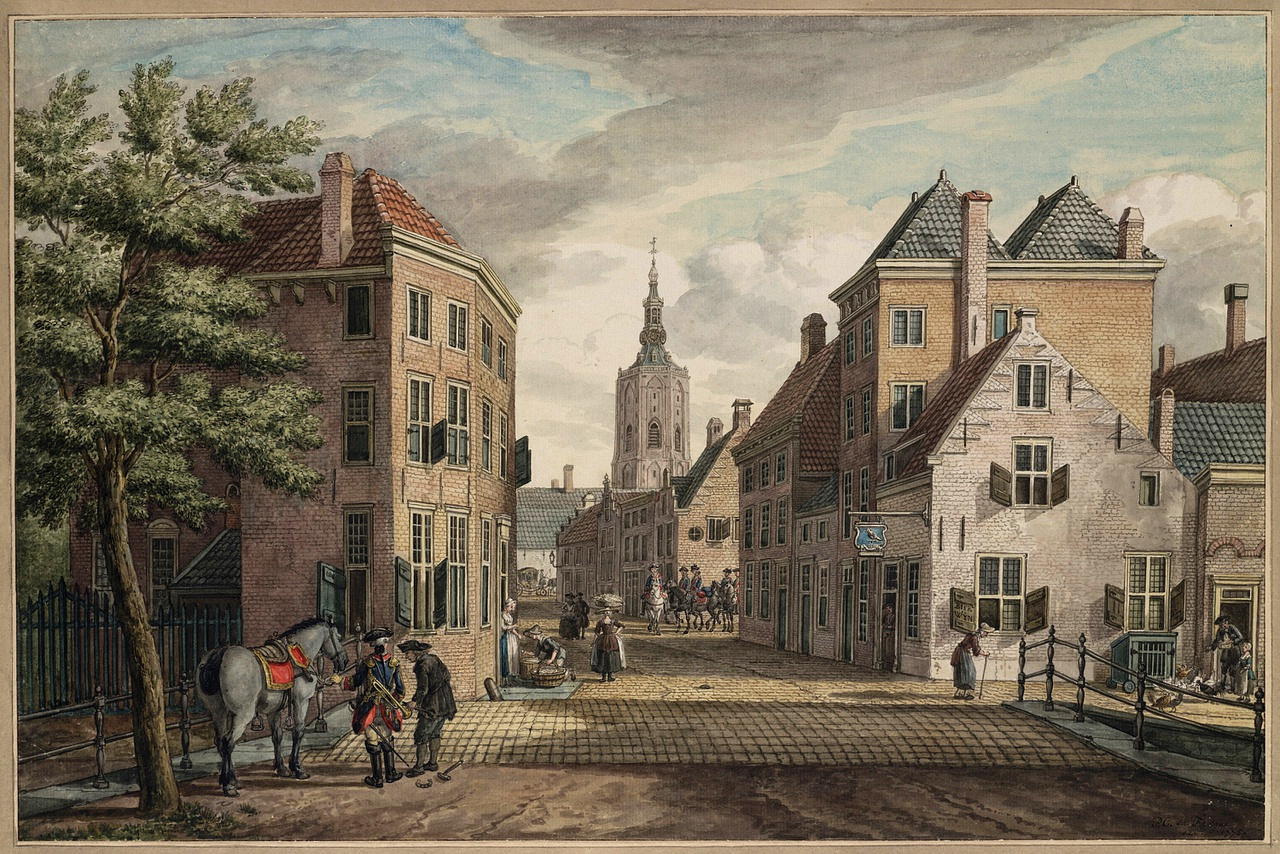
Gezicht op de Haagse toren vanuit de Prinsestraat (1775)
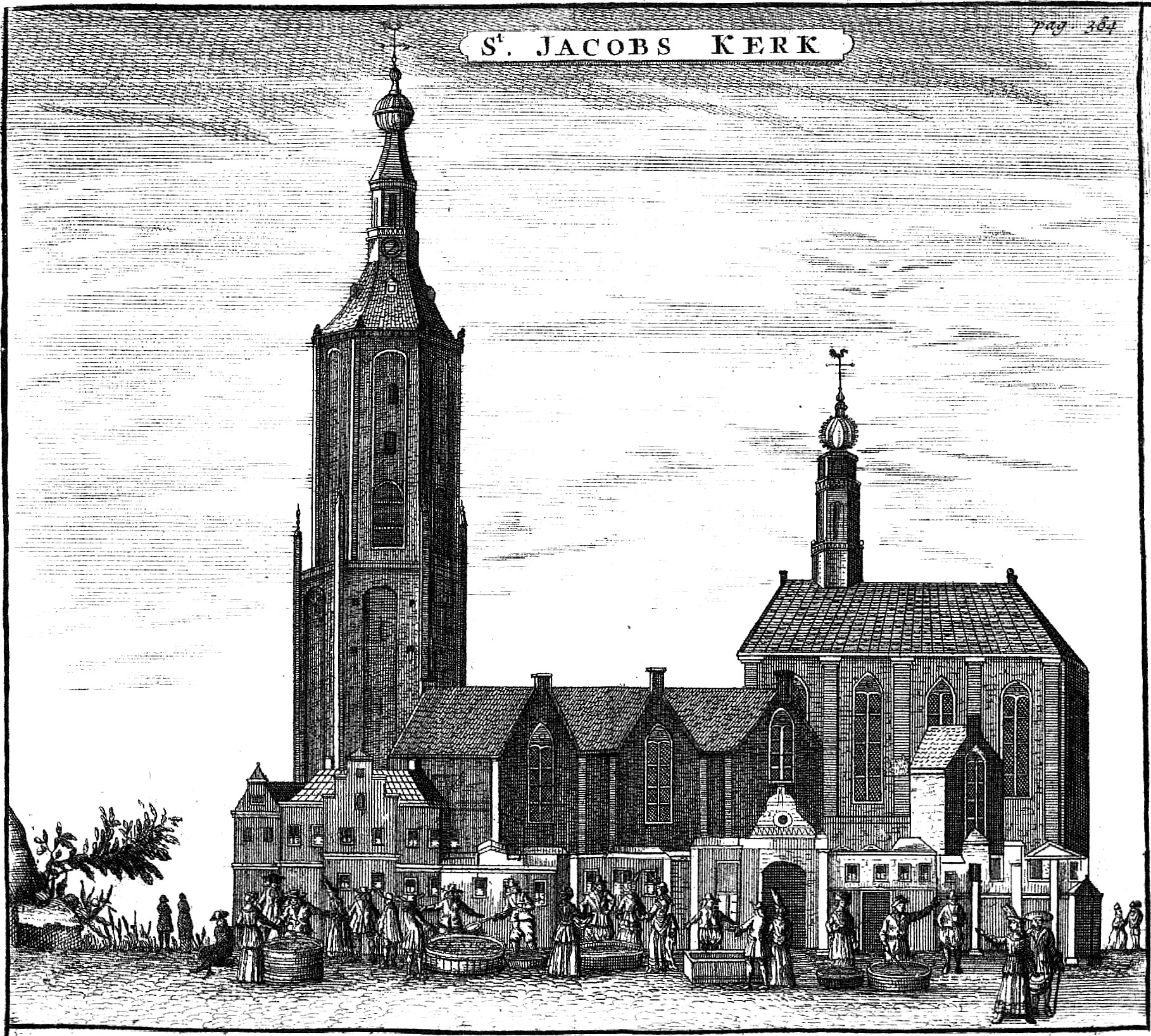
Grote of Sint-Jacobkerk, Den Haag in 1730 (1730)

### De luidklokken

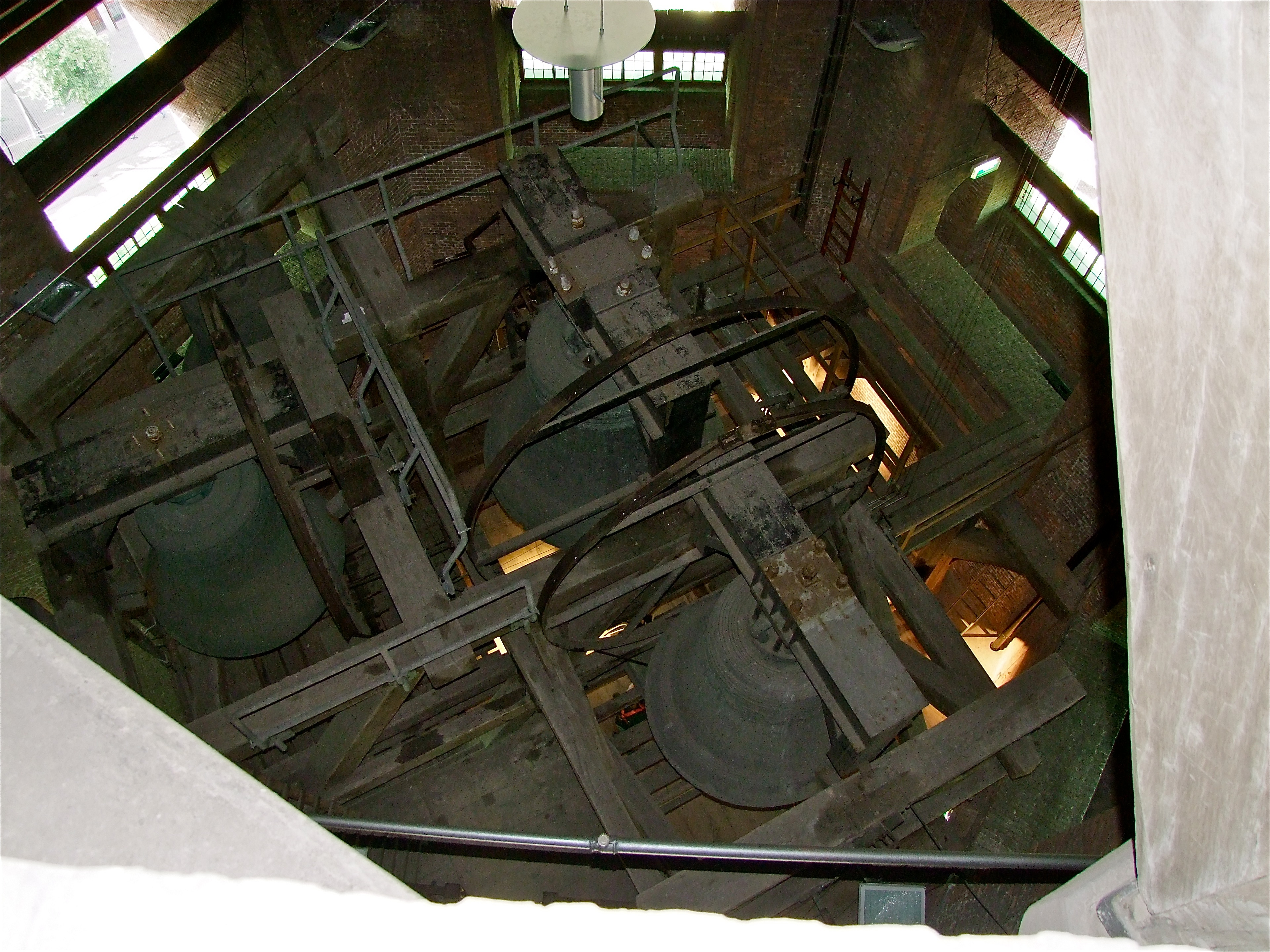
Zicht op de luidzolder

De grootste vier luidklokken hangen in een klokkenstoel op de luidzolder, een paar etages onder de lantaarn. Hier hangen onder meer de G0 Jhezus gegoten in 1541 door Jasper en Jan Moer, die werkzaam waren in 's-Hertogenbosch, de Bes0 die naamloos is, gegoten in 1647 door Coenraet Wegewaert. Deze is waarschijnlijk gemaakt als uurslagklok en had de toon B0, maar omdat de Jacob, gegoten in 1570 door Hendrick van Trier, deze toon ook had werd ze een halve toon lager gestemd. Verder hangt er de C1, gegoten in 1956 door Koninklijke Eijsbouts. Deze klokken doen dienst als luidklok en daarnaast wanneer ze stil hangen als basklok in het pedaal van het handspel van het carillon. Voor dit doel werden ze in 1956 door Eijsbouts herstemd en raakten ze hierdoor de klank die bedoeld was door hun maker kwijt. De klokken werden in gekrukte luidbalken gehangen waardoor het timbre bij het luiden ook anders klinkt dan vroeger. Klokken werden voorheen altijd aan rechte assen opgehangen zodat het vliegendeklepeleffect ontstond. Bij gekrukte luidbalken wordt van een vallende klepel gesproken.

#### Geschiedenis van de luidklokken
Na de torenbrand van 1539 droeg Keizer Karel V bij aan de herbouw van de toren en schonk de bijna 6000 kilo wegende bourdon, de grootste luidklok in een toren, met de naam Jhesus. Op de flank van deze klok is het eerst bekende voorbeeld van een ooievaar als het wapen van Den Haag te zien. Later is de ooievaar ook als windwijzer op de toren aangebracht.
De klok Maria uit 1543 werd waarschijnlijk al in 1575 uit de toren genomen om tot kanonnen te worden omgesmolten. Er zijn geen bronnen die dit bevestigen.
De bourdon is in de Tweede Wereldoorlog verstopt onder in de toren om deze uit de handen van de Duitsers te houden. Hij was te groot om door de monumentale deuren naar buiten te gaan. De deuren waren op het laatste moment smaller gemaakt met oude balken om de Duitsers te misleiden. In de nacht van 4 op 5 mei 1945 is de Jhezus weer op zijn plaats gehesen zodat hij tot grote verbazing van het Haagse volk samen met de nog aanwezige Fis1 de bevrijding kon inluiden. De Wegewaertklok werd na de oorlog in Duitsland teruggevonden. Het schip dat de Jacob naar Duitsland had moeten brengen is onderweg door sabotage gezonken in het IJsselmeer bij Urk, maar na de oorlog kwam Jacob ongeschonden boven water. De kleinste luidklok in die tijd was de Salvator fis1 uit 1547 gegoten door Jan Moer. Het was voor 1956 een luidklok die diende als werkklok. Deze is de hele oorlog op zijn plaats gebleven als signaalklok. Sinds 1956 dient Salvator alleen als speelklok in het carillon. Het historische carillon was van vordering gevrijwaard door de bezetter.
Ten minste twee keer in de geschiedenis viel er een klepel uit een klok tijdens het luiden: op 4 mei 1987 die van de Jhesus, en op Kerstavond 2002 die van de C1 van Eijsbouts.

### Het carillon

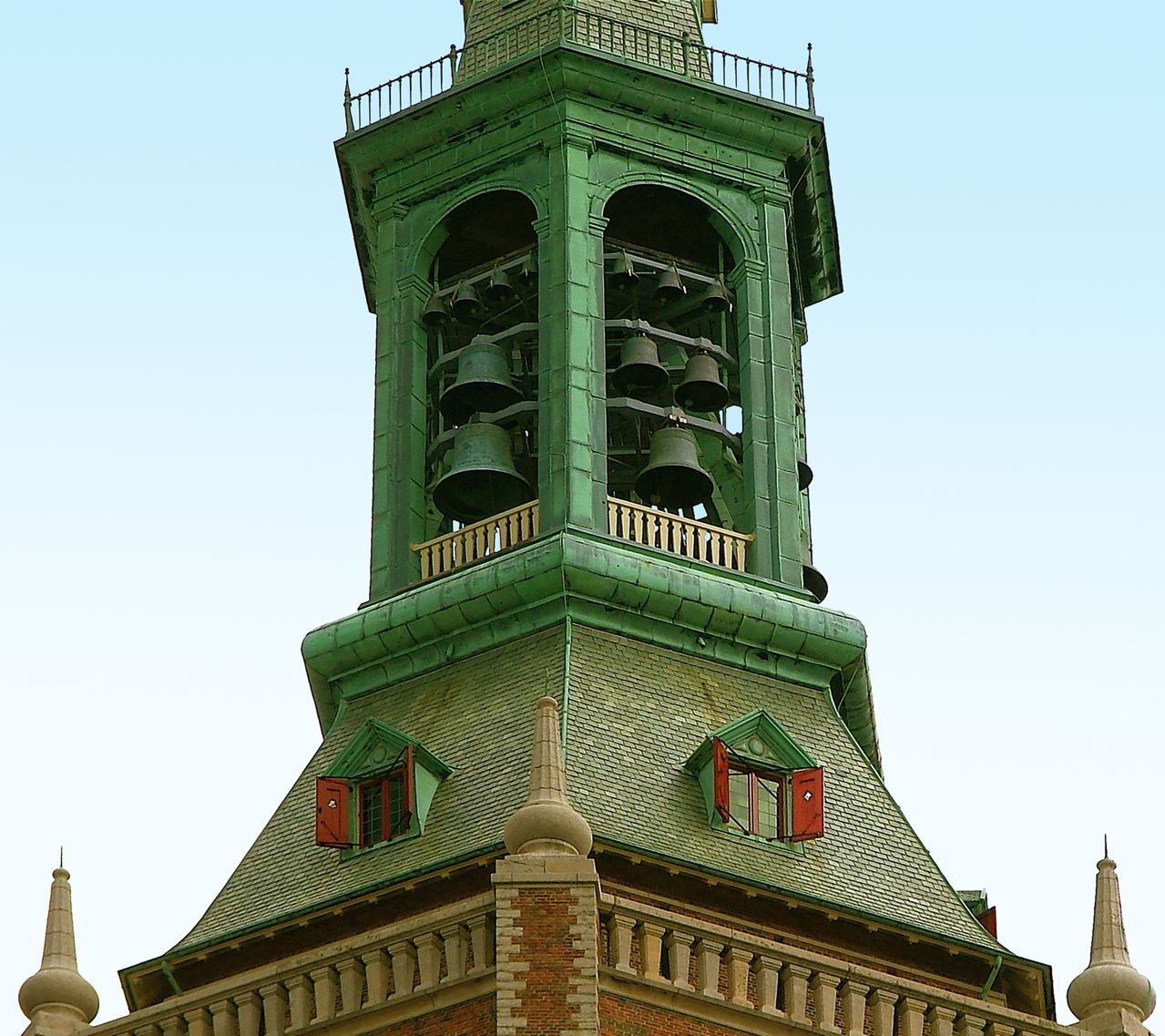
Het carillon zoals dat sinds 1956 in de nieuwe lantaarn hangt.

Het carillon van de Haagse toren bestaat sinds 1956 uit 51 klokken van verschillende gieters. De reeks omvat G0 -bes0 -b0 -c1 -d1 -chromatisch-c5 De klokken zijn gestemd in de evenredig zwevende stemming en zijn op het klavier aangesloten volgens hun werkelijke toonhoogte. Naast de eerder genoemde klokkengieters zijn er de Es1 uit 1692 door Claude Fremy, 15 klokken van Melchior de Haze en 31 klokken uit 1956 van Koninklijke Eijsbouts uit Asten.

#### Geschiedenis van het carillon

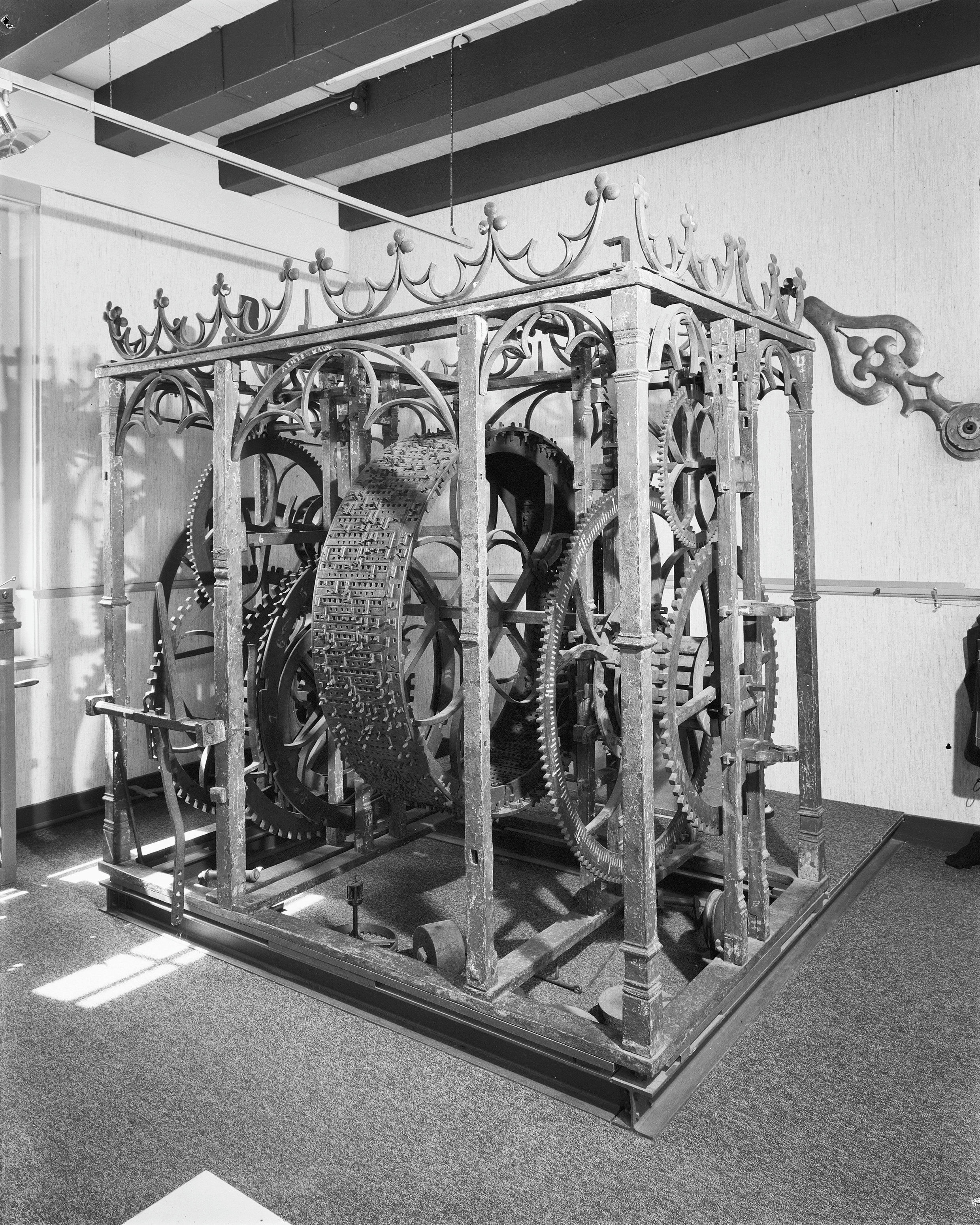
Torenuurwerk met speeltrommel van Heynrick Vabrie, afkomstig uit de Haagse toren en sinds enkele jaren in het Museum Speelklok te Utrecht

De geschiedenis van het Haagse carillon begint bij het voltooien van de toren in 1424 met een voorslag die vermoedelijk uit zo'n 8 tot 10 klokjes bestond en automatisch de klokken liet spelen door middel van een torenuurwerk met speeltrommel om de aankomende uurslagen te verwittigen. Dit was in de zestiende eeuw gebruikelijk in veel steden van de Lage landen. Het is niet bekend wie dit uurwerk en deze klokjes gegoten heeft; wel weten we dat de voorslag verloren is gegaan bij de torenbrand van 29 december 1539. Bij de herbouw van de toren werd in 1541/42 een uurwerk met speeltrommel geleverd door de in Leuven werkzame uurwerkmaker Heynrick Vabrie van Breda. Deze speeltrommel bestaat nog en is na omzwervingen te bewonderen in museum Speelklok in Utrecht. Of deze Vabrie ook de klokken maakte is niet bekend; vermoedelijk bestelde hij die bij een klokgieter uit die tijd. Mogelijk werden ze ook gemaakt door Jasper en Jan Moer, die ook de bourdon gegoten hebben in dezelfde periode.
De voorslag werd uitgebreid door diverse gieters onder meer in de zeventiende eeuw ook vijf klokjes van François Hemony, maar uiteindelijk was men niet tevreden over dit uit met verschillende klokken samengestelde klokkenspel. De onvrede ontstond mogelijk ook doordat de gebroeders Hemony, met hulp van jonkheer Jacob van Eyck, het klokkenstemmen hadden uitgevonden. Eerdere klokkengieters waren niet in staat geweest hun klokken zuiver af te stemmen. Onder andere in het nabijgelegen Delft was te horen hoe een zuiver gestemd Hemonyklokkenspel klinkt. Den Haag wilde misschien daardoor ook zuiver gestemde klokken in de toren, maar toen de stad ook zo'n fraai klokkenspel aan wilde kopen, was de laatste klokkengieter van de familie Hemony reeds overleden. Daarom wendde men zich in 1682 tot dezelfde Amsterdamse klokkengieterij waar Mammes Fremy, een achterneef van de Hemony's, als hun opvolger werkzaam was. Den Haag gaf hem de opdracht tot het maken van een spel van 27 klokken. Het werk bleef echter liggen en de heren uit Den Haag kregen na ontvangst van niet zulke vleiende berichten over deze gieter, argwaan waarop ze de levering van dit spel annuleerden.
In 1686 wendde Den Haag zich tot Melchior de Haze in Antwerpen. De Haze leverde een beiaard van 37 klokken op basis E1 (± 1150 kg). De opdracht was dat deze de kwaliteit van de Hemonyklokken op het Amsterdamse stadhuis (nu Paleis op de Dam) zou moeten evenaren. Hoewel De Haze uitstekend een klokkenreeks kon stemmen (mogelijk had hij dit geleerd bij Pieter Hemony toen deze in Gent werkte) waren de keurmeesters toch niet tevreden omdat het Hemonyspel op het stadhuis van Amsterdam veel beter van klank was dan wat De Haze in Den Haag had geleverd. Vooral de kleine klokjes van De Haze staan bekend om hun korte uitklinktijd. Er werd opdracht gegeven aan Claude Fremy, een broer van Mammes, om een ander klokkenspel te gieten, maar deze kwam niet verder dan het gieten van een nieuwe basisklok voor het carillon, die nog steeds aanwezig is. Het Haagse stadsbestuur heeft dit contract laten verlopen, waardoor de klokken van Melchior de Haze voor een deel nog steeds bestaan, zij het in gewijzigde vorm.

#### Restauraties

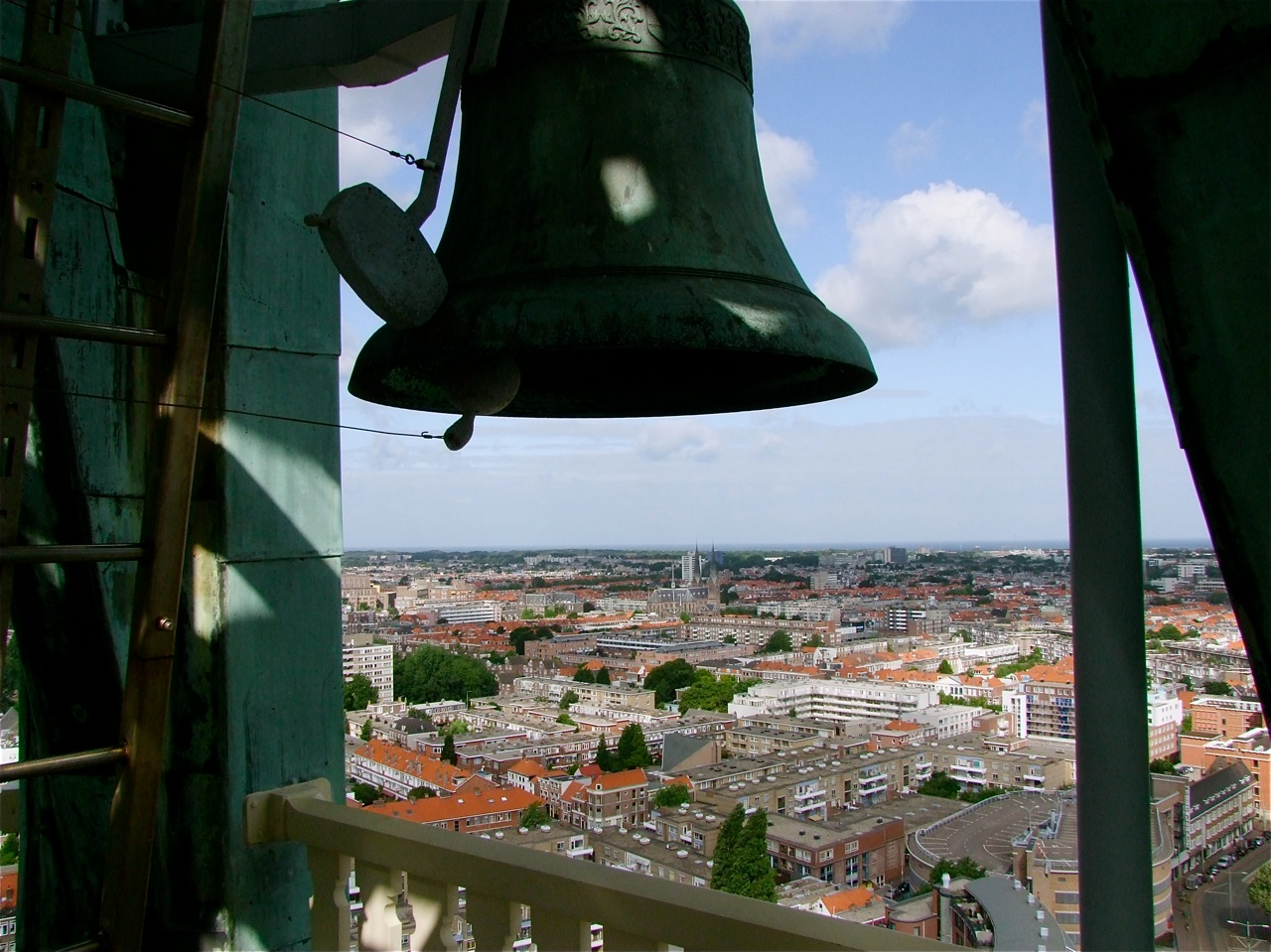
Klok in de lantaarn

Onder toezicht van beiaardier Johannes de Zwaan werd in 1931 de beiaard aan een restauratie onderworpen. Geheel naar de geest van zijn tijd had De Haze zijn klokkenspel in middentoonstemming geleverd. Omdat de klokken in die zeventiende-eeuwse stemming stonden, dacht men dat ze vals waren. Pas in de jaren vijftig ontdekte André Lehr dat het om middentoonstemming ging. De klokken van De Haze werden daarom door Taylor (Engelstalige link) uit Loughborough in Engeland herstemd in de evenredig zwevende stemming. Dit zou vandaag de dag niet meer mogen. Taylor stemde het hele klokkenspel hierbij een halve toon omlaag. Verder werden er kleine klokken aan het spel toegevoegd door deze Engelse gieter, deels ter vervanging van de doffe De Hazeklokken en een aantal als uitbreiding. In 1956 werd het spel door Koninklijke Eijsbouts uit Asten opnieuw gerestaureerd en waarbij alle Taylorklokken werden vervangen. Hierbij werd het spel daarnaast aanzienlijk verzwaard, door de luidklokken die op de lager gelegen torenzolder aanwezig waren, aan het carillon toe te voegen samen met enkele nieuwe basklokken. De middeleeuwse luidklokken werden hiervoor enigszins bijgestemd en ook de door Taylor in 1931 al herstemde De Hazeklokken werden door Eijsbouts nog een keer gecorrigeerd van stemming. Den Haag verwierf aldus een zware beiaard die op 80 meter hoogte een van de hoogst geplaatste carillons in Nederland is. 47 klokken hangen van buiten zichtbaar in de vensters van- en binnenin de lantaarn van de toren; de overige 4 op de luidklokkenzolder.

#### Groot onderhoud 2015/2016
Tijdens een inspectie van de toren werd ontdekt dat de ophanging van de klokken door roestvorming een gevaar begon op te leveren en dat de balken aan vervanging toe waren. In de winter van 2015/16 zijn gelijk met groot onderhoud aan de lantaarn, de klokken opnieuw opgehangen in een nieuw frame en is de bedrading geheel opnieuw geïnstalleerd met nieuwe klepels. Het spel is op 20 mei 2016 weer in gebruik genomen met een concert waarbij de luisteraar verzoeknummers kon laten spelen.

#### Gebruik van het carillon
De (na het grote onderhoud weer) dagelijks in gebruik zijnde speeltrommel is door de Haagse smid Libertus van der Burgh gemaakt in 1689 in zijn werkplaats in het Spuikwartier bij de Nieuwe Kerk. Oorspronkelijk gaf deze het hele etmaal met zijn melodieën de tijd aan. Tegenwoordig van 's morgens 8.15 tot 's avonds 21.00 uur. Er wordt ieder kwartier een andere melodie gespeeld door deze speeltrommel die door het uurwerk in werking wordt gezet. Een speeltrommel heeft verplaatsbare pinnen (de nootjes) die de hamers buiten op de klokken oplichten en laten afvallen op het juiste moment in de melodielijn. Van de vier melodieën is die voor de uurslag de langste melodie; op het halve uur iets korter waarna de halfuur slag op een lichtere klok en op de kwartieren klinkt alleen een kort motief. Ieder kwartier in het uur heeft zijn eigen melodie om de tijd te kunnen herkennen zonder op de wijzers te kijken. Steeds in januari, mei en september worden er andere melodieën "verstoken" door het leeghalen en opnieuw plaatsen van de nootjes in de 14000 gaten tellende speeltrommel. Dit is naast het bespelen van de klokken, een taak van de stadsbeiaardier m/v in dienst van de gemeente. Hij of zij arrangeert ook van tevoren de melodieën die worden verstoken.
In een vertrek tussen de luidzolder en het klokkenplat van de lantaarn is de kamer waar het stokkenklavier staat opgesteld dat verbonden is met de klepels in de klokken, zowel in de lantaarn als de klokken op de luidzolder. Het carillon wordt hier met de hand (en voet) bespeeld. Er wordt zo al eeuwenlang levende muziek gemaakt door een stadsbeiaardier in dienst van de gemeente. De klokken worden van 12.00 tot 13.00u bespeeld op de van oorsprong Haagse marktdagen: maandag en vrijdag. Sinds 1956 speelt de beiaardier (m/v) ook op woensdag. Ook is er een kleine concertserie in de zomer. Het gehele jaar door is er een luisterplaats in de Nutstuin, onderdeel van het Nutshuis, ingang Jan Hendrikstraat.

#### De beiaardiers
Lijst van beiaardiers sinds de zestiende eeuw:
- Jacob Janszoon Kelder: ... - 1590
- Jan Jacobszoon: 1590 - 1625
- Jacob Blankenburgh: 1625 - 1633
- Pieter de Vois: 1633 - 1653
- Stephanus van Eyck: 1653 - 1673
- Hermanus van Eyck: 1673 - 1678
- Pieter Pater: 1678 - 1682
- Stephanus Cousijns: 1682 - 1697
- Casparus Cousijns: 1697 - 1717
- Aeneas Egbertus Veltkamp: 1718 - 1741
- Albertus Freese: 1741 - 1742
- Albertus Groneman: 1742 - 1778
- Hendrik Krayenbrink: 1778 - 1824
- Johan George Berger: 1824 - 1856
- Gerrit Pieter Koning: 1856 - 1874
- Jean Antoine Henri van Hartorp: 1874 - 1885
- Johannes Andries de Zwaan: 1885 - 1927
- Johannes de Zwaan: 1927 - 1956
- Hendrik Christiaan Herzog: 1956 - 1975
- Helena Barendina (Heleen) van der Weel: 1975 - 2011
- Gijsbert Kok: sinds 2012

## Orgels
Het hoofdorgel staat sinds 1971 in de Grote Kerk en is gemaakt door de Zwitserse orgelbouwersfirma Metzler Orgelbau. In 1982 verloren de orgels hun kerkelijke functie en sindsdien worden ze alleen voor concerten gebruikt. Organist van de Grote Kerk is sinds 1990 Ben van Oosten.
's Zomers organiseert de Stichting Orgelconcerten Grote kerk Den Haag, in samenwerking met het Haags Orgel Kontakt (HOK), het Internationaal Orgelfestival Grote Kerk met jaarlijks, als regel in augustus, vijf orgelconcerten op het Metzlerorgel, verzorgd door organisten uit binnen- en buitenland.

### Voor 1539

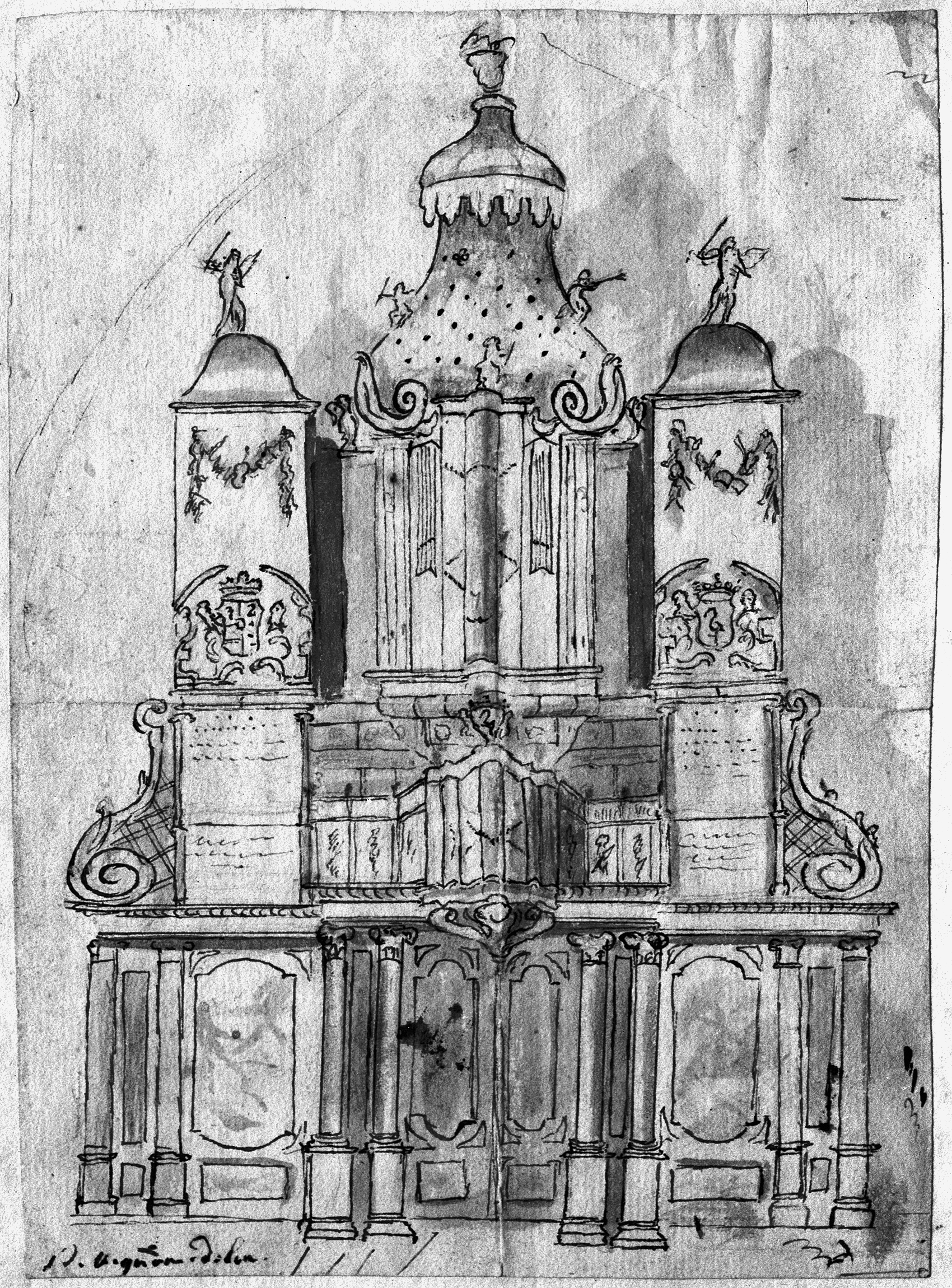
Het Hagerbeer/Steevens-hoofdorgel in 1770 (Jean du Vignon).

Wanneer de Grote Kerk voor het eerst een pijporgel bezat is niet zeker, want bij de kerkbrand in 1539 zijn veel documenten verloren gegaan. De oudst bekende verwijzingen naar een orgel in deze kerk dateren van 1502 en 1518.

### Gerritsz-orgel 1549-1626
Omstreeks 1549 plaatste de orgelbouwer Cornelis Gerritsz een nieuw groot orgel. In die tijd was ook een kleiner orgel aanwezig, dat dateerde van vóór 1540. In 1601 kreeg het hoofdorgel een grootse ombouw, gemaakt door Aelbrecht Kiespenninck uit Nijmegen.

### Hagerbeer-orgel 1629-1877
In de jaren 1626-1629 kreeg de Grote Kerk een geheel nieuw hoofdorgel van de hand van Galtus Germer van Hagerbeer en diens zoon Germer Galtus uit Amersfoort. Het telde 23 stemmen. Het kleine orgel is in 1679 verkocht aan de Kloosterkerk. In de jaren 1766-1768 verbouwde orgelbouwer Gerard Steevens uit Den Haag het hoofdorgel, door het om te bouwen en er een bovenwerk aan toe te voegen. In 1877 is het hoofdorgel verkocht door het kerkbestuur en vervolgens verdwenen.

### Witte-orgel 1882-1971

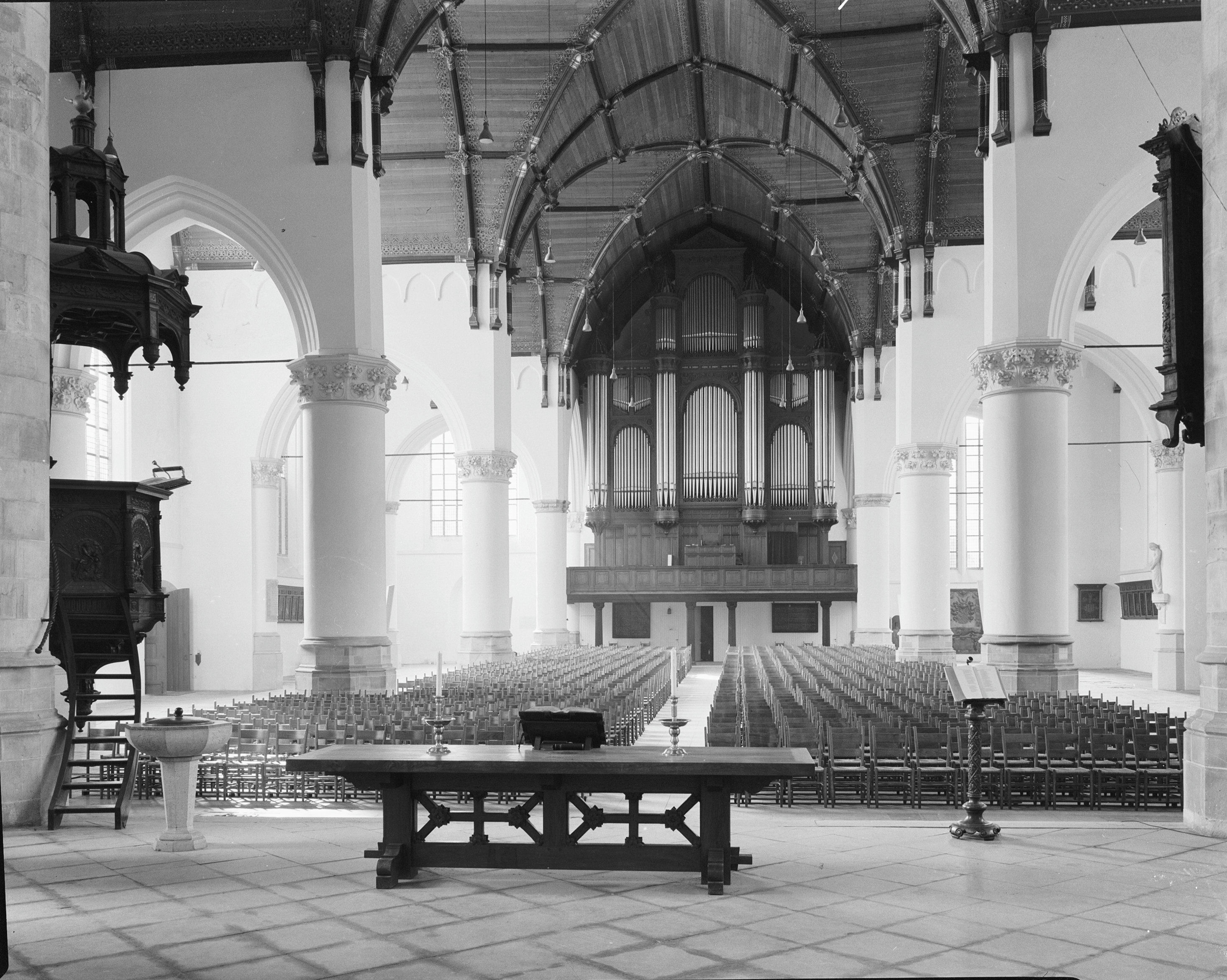
Het Witte-orgel in 1963

In 1882 werd een nieuw hoofdorgel in gebruik genomen, geplaatst tegen de toren aan de westzijde, dat 55 stemmen telde, gebouwd door Johan Frederik Witte. Het was het grootste orgel dat in de negentiende eeuw in Nederland werd gebouwd en een meesterwerk van orgelbouwer Witte. Bekende musici als Camille Saint-Saëns, Louis Vierne en Albert Schweitzer hebben erop geconcerteerd. Het orgel werd in de aanloop naar de huwelijksinzegening van koningin Wilhelmina en prins Hendrik op 7 februari 1901 zwaar beschadigd doordat de verwarming van de kerk te hoog werd opgestookt. De toestand van het instrument was achteruitgegaan, maar een dringend nodige restauratie vond niet plaats omdat de belangstelling in de 20e eeuw verschoof naar oude muziek, zoals die van Sweelinck en Bach. Dit betekende het einde van Wittes grootste orgel, dat uit de gratie raakte omdat het vooral toegesneden was op muziek uit de romantiek.

### Metzler-orgel 1971

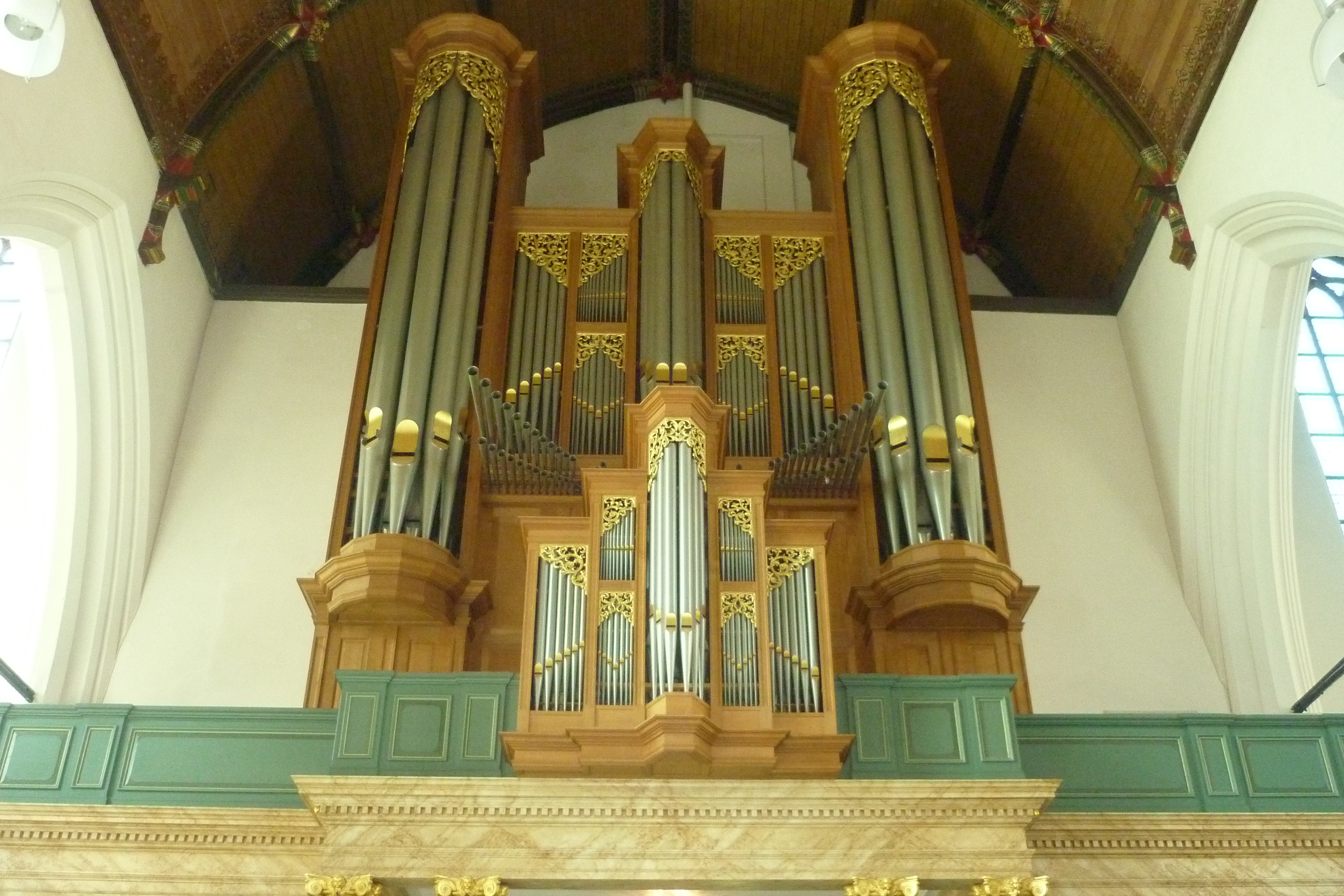
Orgel uit 1971, gemaakt door Fa. Metzler & Söhne

Het Witte-instrument werd gesloopt en in 1971 vervangen door een nieuw groot orgel dat gebouwd werd door de firma Metzler & Söhne uit Dietikon-Zürich in Zwitserland.
De dispositie van het Metzler-orgel is als volgt:
| Rugwerk        |
| Quintade 16'   |
| Principal 8′   |
| Hohlflöte 8′   |
| Quintade 8'    |
| Octave 4′      |
| Rohrflöte 4'   |
| Superoctave 2' |
| Waldflöte 2'   |
| Nasard 1 1/2'  |
| Scharf V-VI    |
| Sesquialter II |
| Krummhorn 8′   |

| Hoofdwerk      |
| Principal 16'  |
| Octave 8'      |
| Gedackt 8'     |
| Grossquinte 6' |
| Octave 4'      |
| Spitzflöte 4'  |
| Quinte 3'      |
| Octave 2'      |
| Mixtur IV-VI   |
| Cimbel IV      |
| Cornett V      |
| Trompete 16'   |
| Trompete 8'    |
| Chamade 8'     |
| Chamade 4'     |
|                |

| Borstwerk      |
| Holzgedackt 8  |
| Praestant 4    |
| Gedackt 4'     |
| Spitzquinte 3' |
| Octave 2'      |
| Gemshorn 2'    |
| Terz 1 3/5'    |
| Sifflöte 1'    |
| Cimbel III     |
| Rankett 16'    |
| Vox Humana 8′  |
|                |

| Pedaal        |
| Principal 32' |
| Octavbass 16' |
| Subbas 16'    |
| Octave 8'     |
| Bourdon 8'    |
| Octave 4'     |
| Nachthorn 2   |
| Mixtur VI     |
| Fagott 32'    |
| Posaune 16'   |
| Trompete 8'   |
| Trompete 4'   |

- Koppelingen: Hw.-Rw., Hw.-Bw., Ped.-Hw., Ped.-Rw.
- Het orgel heeft een volledig mechanische toets, en registertractuur.
- Omvang manualen: C-f3, Omvang pedaal: C-f
- Stemming: evenredig zwevende temperatuur.
- Toonhoogte a' = 440 Hz bij 18 graden Celsius

### Kabinetorgel op het hoogkoor

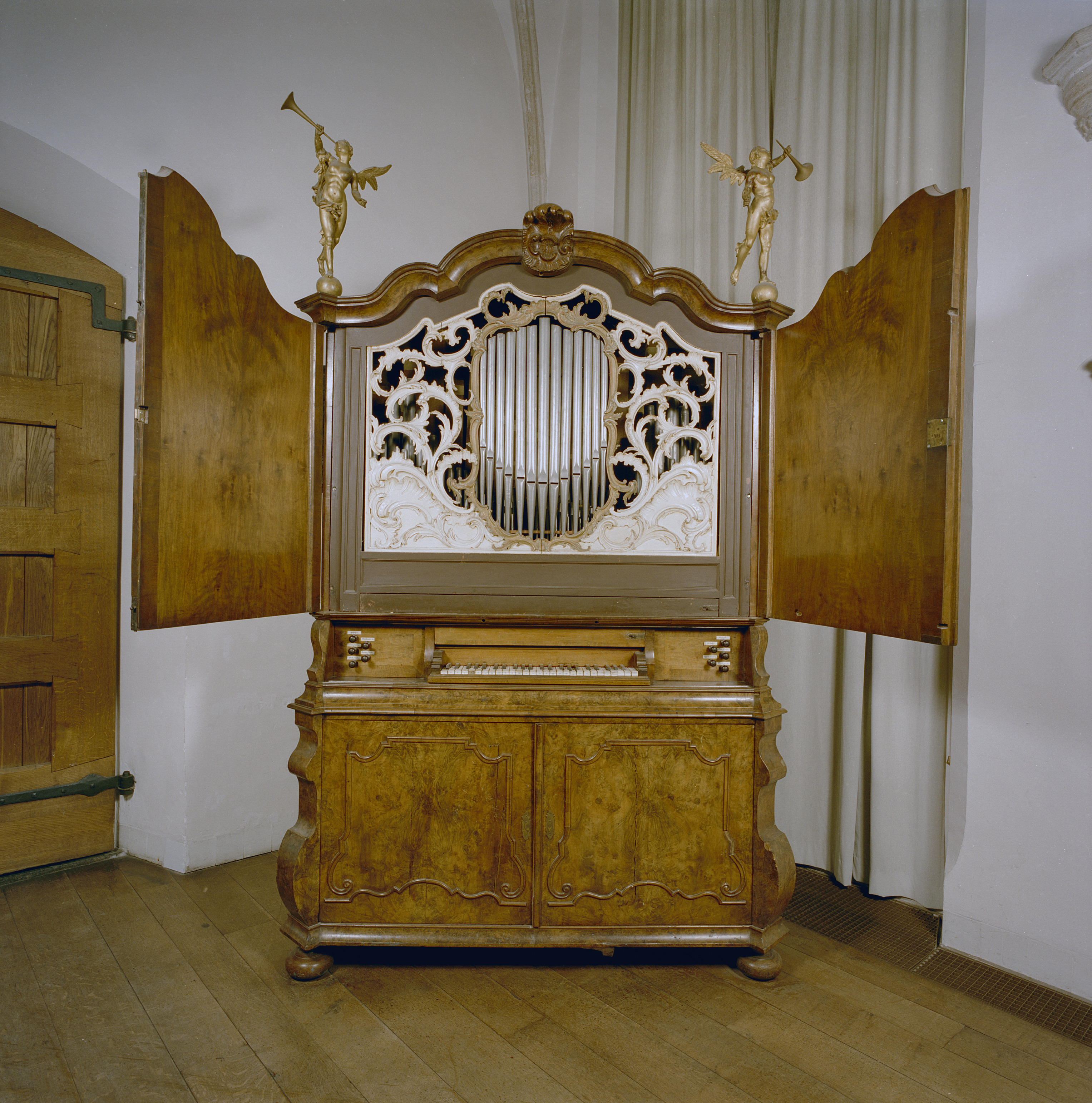
Kabinetorgel uit 1755 gebouwd door Christian Müller in Amsterdam. Foto genomen in de Assendelftkapel

In de Grote kerk staat een kabinetorgel uit 1755 dat gebouwd werd door Christian Müller in Amsterdam voor een particulier. Rond 1854 kwam dit orgel in de Ned. Herv. kerk in Budel te staan, waar het in 1939 werd vervangen door een harmonium. Volgens de werklijst uit 1973 van de Fa. van Vulpen uit Utrecht, werd het rond 1953 in Den Haag in de Ned. Herv. kerk 'de Morgenster' geplaatst van waar het in 1973 werd overgeplaatst naar de Assendelftkapel. Hierbij werd de Flageolet 1 vervangen door een Mixtuur. In 2005 volgde de plaatsing op het hoogkoor nadat het werd gerestaureerd door fa. Henk van Eeken te Herwijnen.
De dispositie van het Müllerorgel op het hoogkoor is als volgt:
| Manuaal C-c         |
| Holpijp 8'          |
| Prestant 8'D.       |
| Fluit 4' B/D.       |
| Quintfluit 3' B/D.' |
| Octaaf 2' D.        |
| Gemshoorn 2'        |
| Terts 1 3/5' D      |
| Mixtuur II-III      |

- Mechanische toets- en registertractuur.
- Geen pedaal
- Stemming: evenredige zwevende temperatuur.
- Toonhoogte a' = 440 Hz bij 18 graden Celsius

## Begraven in de Grote Kerk

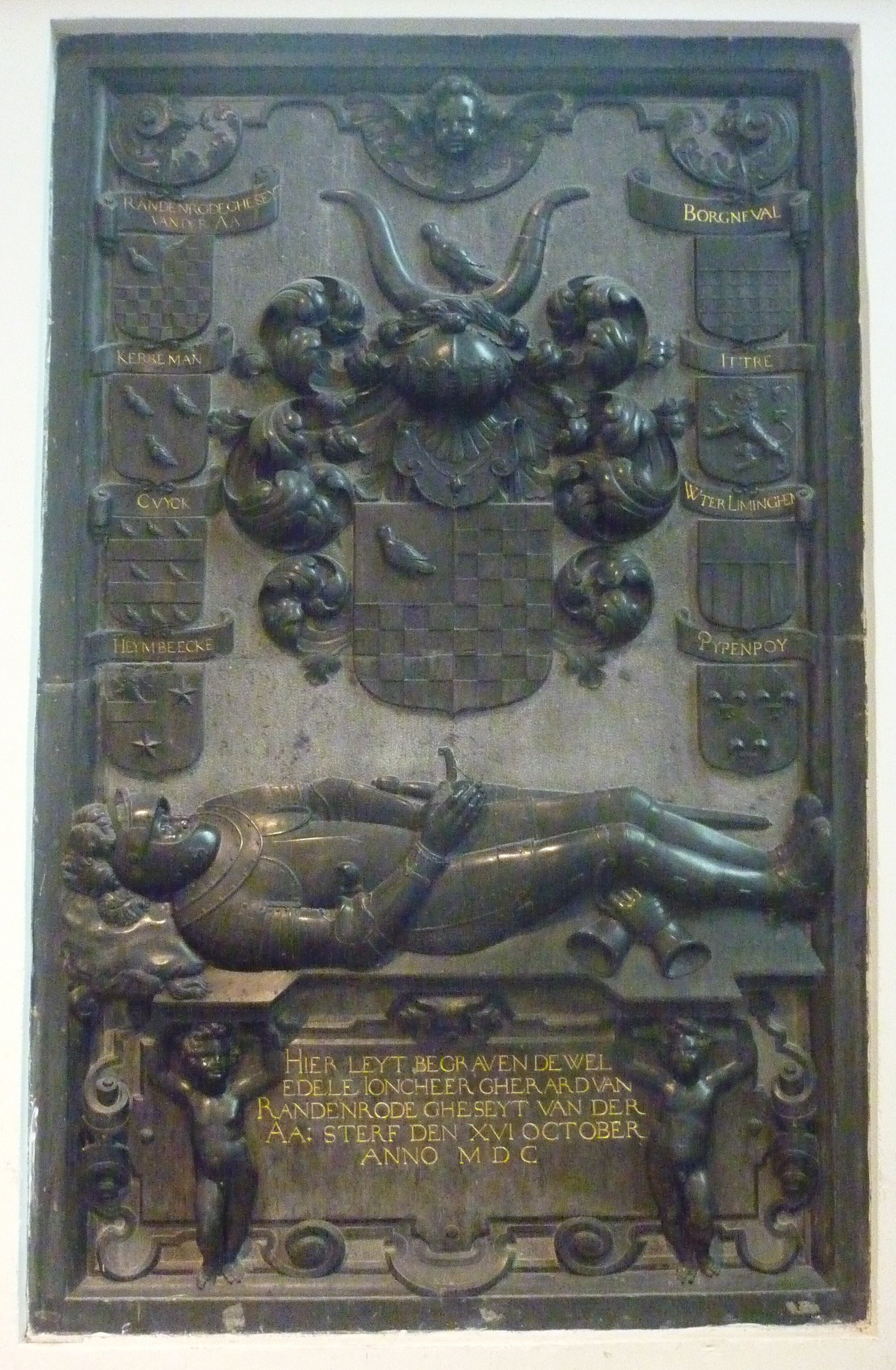
Grafsteen van Gherard van Randenrode

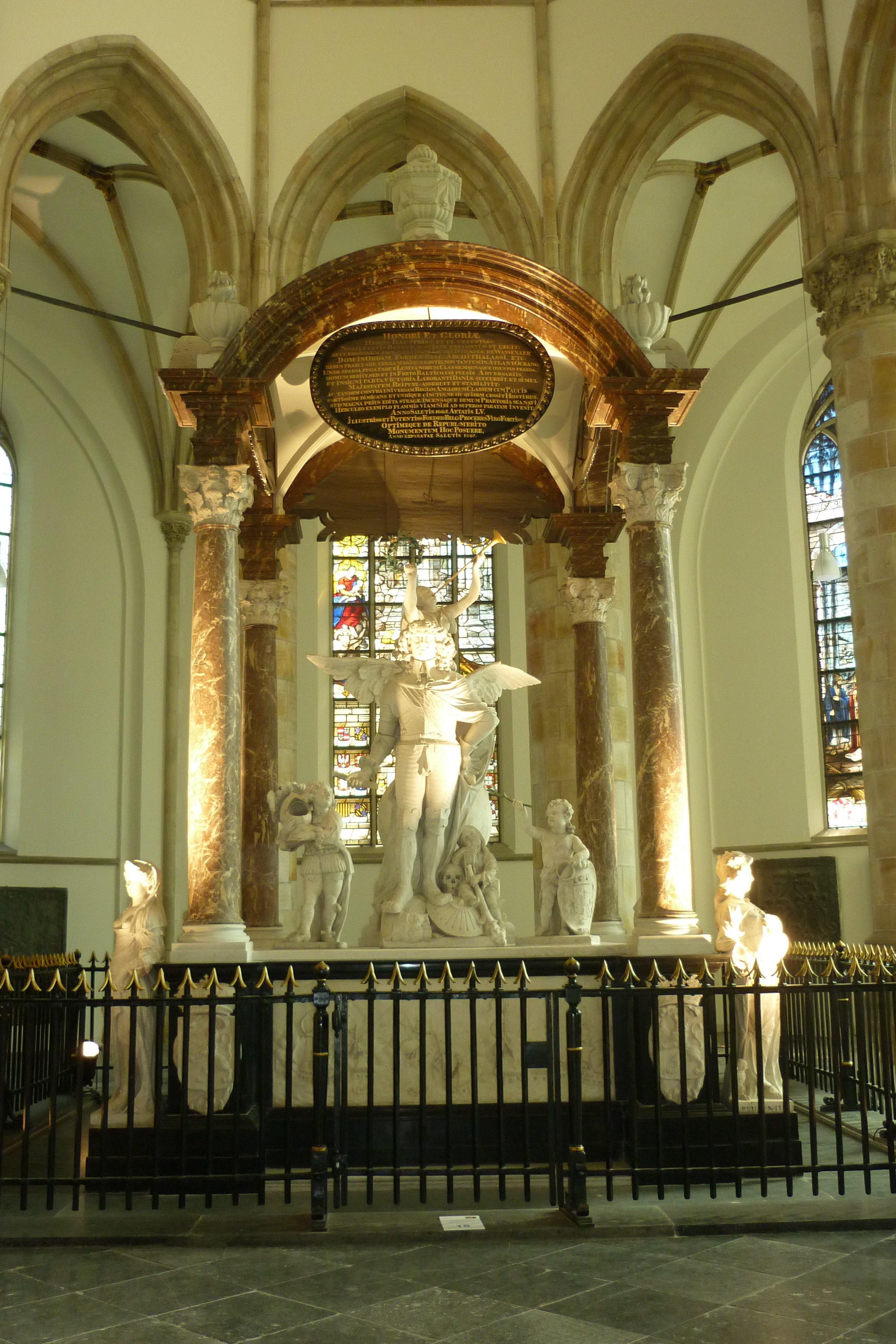
Praalgraf van admiraal van Wassenaer van Obdam

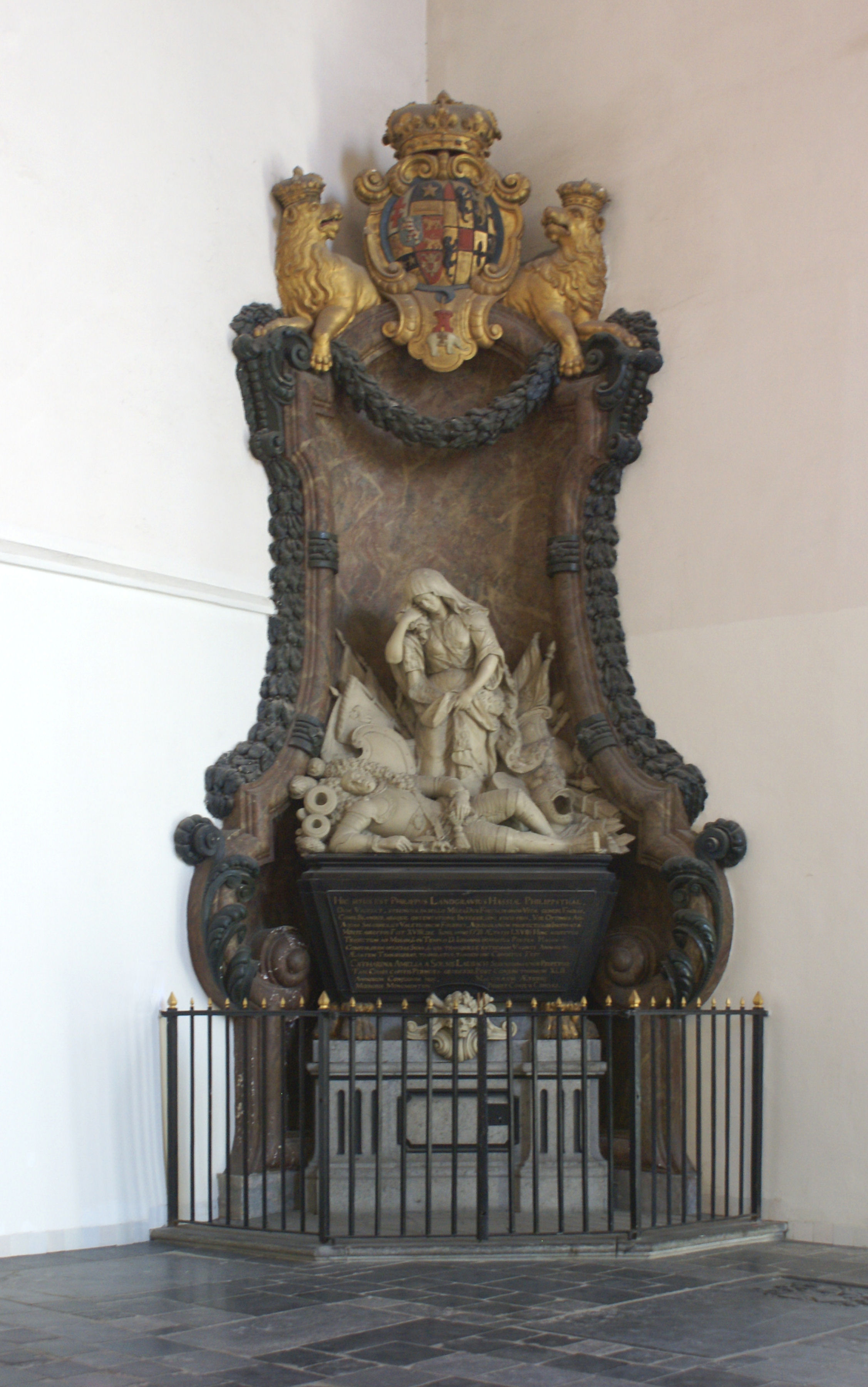
Grafmonument van landgraaf Filips van Hessen-Philippsthal, Catharina Amalia van Solms-Laubach en hun zoon Willem van Hessen-Philippsthal-Barchfeld

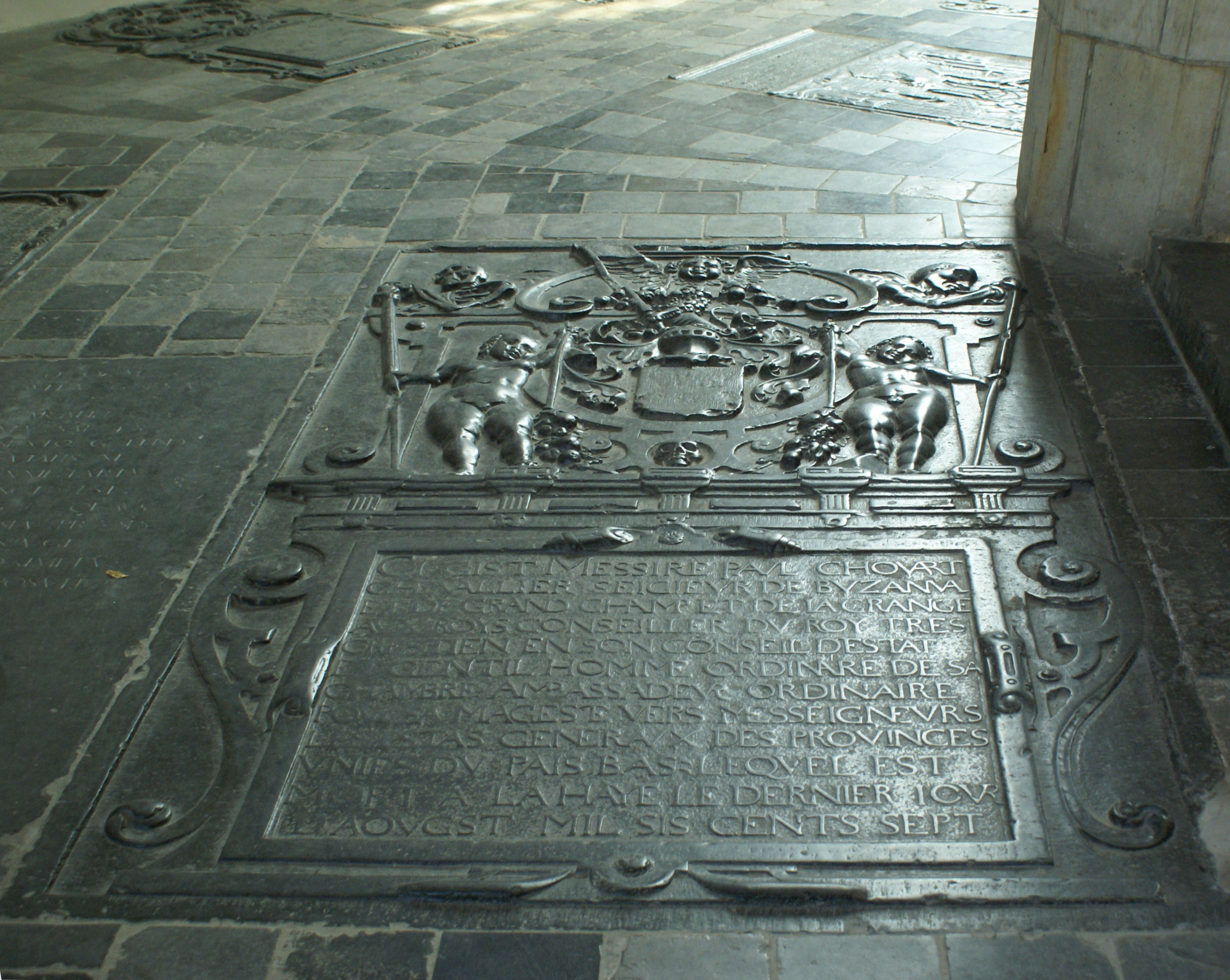
Grafsteen van Paul Choart (1551-1607), heer van Buzanval, ambassadeur van het Koninkrijk Frankrijk in de Republiek der Zeven Verenigde Nederlanden

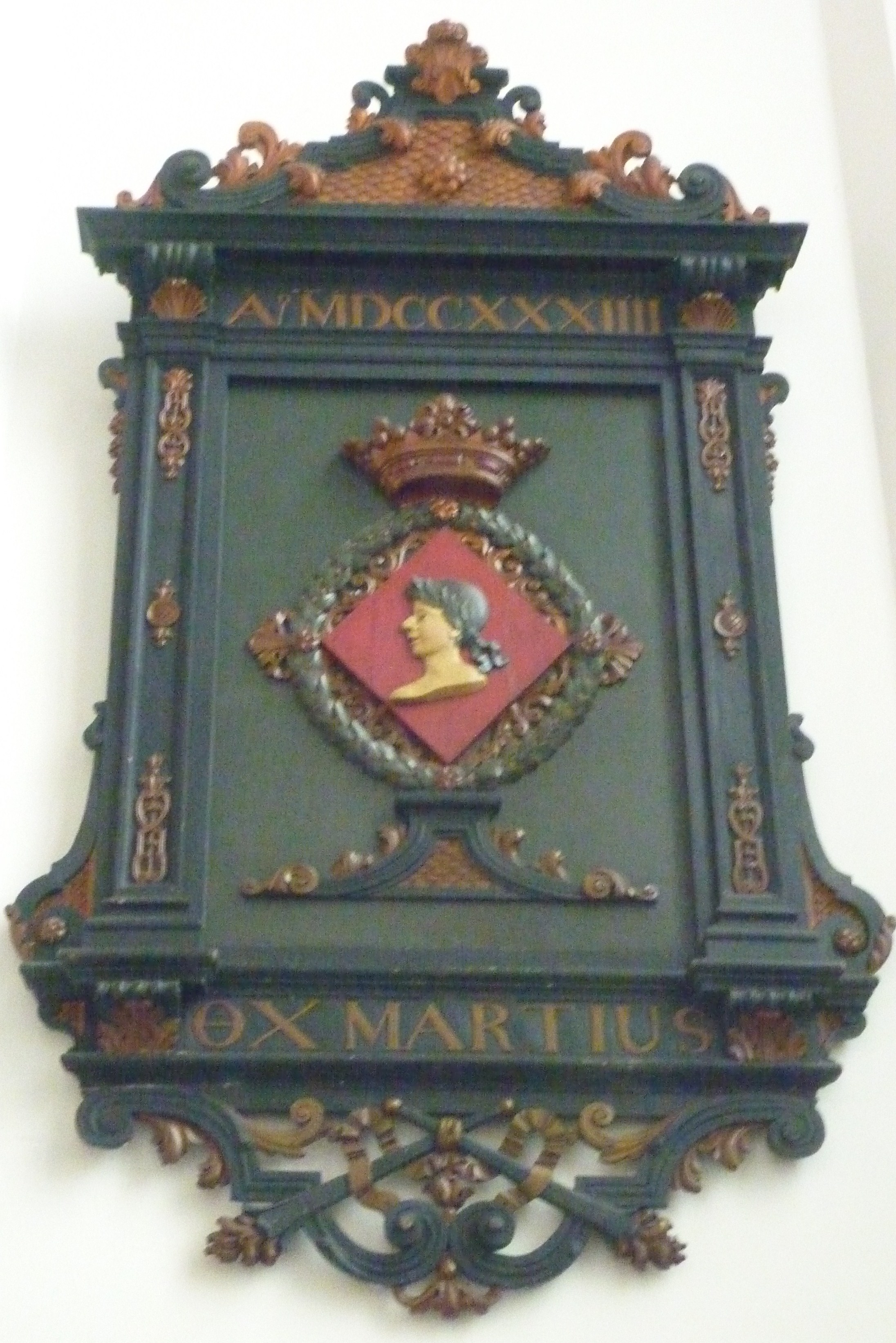
Rouwbord voor Angenis Hooft

Vanaf de stichting van de kerk tot 1681 was rondom de kerk een kerkhof in gebruik. Het is bekend dat in ieder geval vanaf de zestiende eeuw de grenzen van het kerkhof werden gemarkeerd met muren, hekken en bomen. In de middeleeuwen strekte de begraafplaats zich verder uit, vanaf het Kerkplein naar het noordoosten toe tot onder de uit 1733 daterende uitbreiding van het oude stadhuis aan de Groenmarkt. In de jaren zestig van de twintigste eeuw werden tijdens een restauratie skeletdelen gevonden onder het westelijk deel van het stadhuis. Uit aangetroffen grafresten blijkt dat ten noorden van de kerk nog vele graven deels intact aanwezig zijn. De gegevens over de begraafplaats aan de zuidkant van de kerk (Rondom de Grote Kerk) zijn veel beperkter. Het kerkhof had heel lang een dubbele functie, naast begraafplaats dienend als stallingsruimte tijdens de veemarkt.
Een graf in de kerk zelf had de voorkeur, maar was aanzienlijk duurder. Vele aanzienlijke families zijn daar begraven. De adellijke familie Van Assendelft liet zich vanaf eind vijftiende eeuw begraven in een eigen kapel, die tegen de kerk werd aangebouwd. Andere voorname families zouden in de kerk een eigen grafkelder laten aanleggen. De gegevens over begravingen in de kerk vóór de Hervorming zijn slechts beperkt bewaard gebleven, maar ook over de periode erna is de informatie niet compleet. In de achttiende eeuw kwam een discussie op gang naar aanleiding van de onhygiënische situatie die het begraven in de kerk opleverde. De stank van de graven en het gevaar van verspreiding van besmettelijke ziekten, leidden niet tot adequate maatregelen. Pas in 1795 werd tijdens de Bataafse Republiek een verbod op begravingen in de kerk opgelegd. Dit verbod zou door de Nederlandse overheid pas worden geïmplementeerd in 1830.
- 1458: Eduard van Beieren-Hoogwoud, ridder, baljuw van Den Haag, bastaardzoon van graaf Willem VI van Holland
- 1501: Claes (Nicolaas) van Assendelft, edelman, raad en kamerling van keizer Maximiliaan I, hoogheemraad van Delfland
- 1525: Pieter Hanneman, commissaris van de Rekenkamer van de Grafelijkheid van Holland.[28]
- 1539: Crispijn van Boschuysen, rentmeester-generaal van Zuid-Holland, stichter van het armen-weeshuis in Den Haag.[29][30]
- 1558: Gerrit van Assendelft, edelman, president van het Hof van Holland
- 1582: Johan van Treslong, president van de Hoge Raad van Holland, Zeeland en West-Friesland
- 1583: Bartholt Ernst van Bassen, ridder, griffier van het Hof van Holland
- 1583: Adriaen Duyck, gouverneur van de stad en het kasteel van Woerden.[29]
- 1587: Simon van der Does, schout en burgemeester van Den Haag
- 1596: Dirk van Egmont van Nijenburg, edelman, telg uit het huis Egmont, president van de Hoge Raad van Holland, gezant van Willem van Oranje
- 1596: Adriaan van der Mijle, president van de Hoge Raad van Holland, adviseur van Willem van Oranje
- 1597: Sebastiaan van Loosen, burgemeester van Gorinchem, raadsheer bij het Hof van Holland en bij de Hoge Raad van Holland
- 1600: Gerard van Randerode van der Aa, heer van Rozendaal, ondertekenaar van het Eedverbond der Edelen
- 1603: Amelis van den Bouckhorst, edelman, grootgrondbezitter, curator van de Universiteit Leiden, naamgever van de Haagse Boekhorststraat
- 1607: Paul Choart, heer van Buzanval, namens koning Hendrik IV van Frankrijk ambassadeur in de Verenigde Provinciën
- 1615: Godevaert Montens, (Montis) thesaurier-generaal van Maurits van Oranje.[31]
- 1620: Jacob van Wouw, lakenkoopman, burgemeester van Den Haag
- 1621: Aelbert de Veer, heer van Callantsoog, baljuw en schout van Den Haag
- 1623: Johan Albrecht I van Solms-Braunfels, groothofmeester en staatsminister van Frederik V van de Palts, vader van Amalia van Solms[32]
- 1625: Rombout Hogerbeets, pensionaris van Leiden, lid van de Hoge Raad van Holland
- 1627: Cornelis van Aerssen, heer van Spijk, jurist, diplomaat, Griffier van de Staten-Generaal van de Nederlanden
- 1629: Anthonie Duyck, jurist, raadpensionaris van Holland[27]
- 1633: Johan Hendriksz. Nobel (1559-1633), burgemeester van Den Haag, weesmeester, fabrieksmeester, kerkmeester van de Grote Kerk.[33]
- 1636: Jan Jansz Cocq, burgemeester van Den Haag[34]
- 1651: Ewoudt Brandt, burgemeester van Den Haag[27]
- 1652: Aelbrecht Bosch (1578-1652), bakker, burgemeester van Den Haag, kolonel der schutterij.[35]
- 1656: Nicasius Hanneman, burgemeester van Den Haag, regent van het burgerweeshuis, weesmeester.[36]
- 1657: Ursula van Solms-Braunfels, weduwe van graaf Christoph van Dohna-Carwinden, gouverneur van Orange, schoonzuster van Frederik Hendrik van Oranje
- 1665: Jacob van Wassenaer Obdam, admiraal, zijn opvallende praalgraf staat op de plaats waar vroeger het hoogaltaar stond. Het werd door Bartholomeus Eggers vervaardigd in opdracht van de Staten-Generaal. De vier Deugden Fidelitas, Vigilantia, Prudentia en Fortitudo doen relaas van de tragische omstandigheden rond de dood van de admiraal. Het is eigenlijk geen graf maar een cenotaaf, want Van Wassenaer Obdam kreeg een zeemansgraf en zijn stoffelijke resten liggen dus niet in deze kerk. De signatuur van de beeldhouwer staat rechts onder het beeld van de admiraal. Het is het enige Nederlandse baldakijngraf naast dat van Willem van Oranje in de Nieuwe Kerk in Delft, en neemt dus een bijzondere plaats in de cultuurgeschiedenis in. Het werd in 1667 geplaatst, twee jaar na de Slag bij Lowestoft, die afgebeeld is in drie reliëfs onderaan het monument. In 1842 werd het door zijn laatste nakomeling gerestaureerd.
- 1665: Lodewijk van Nassau-Beverweerd, heer van Beverweerd en Odijk en van de Lek, een buitenechtelijke zoon van stadhouder Maurits van Oranje en Margaretha van Mechelen, overleden op 28 februari 1665.[37]
- 1668: Willem Boreel, baron van Vreendijk en Vreenhove, heer van Duynbeke, Westhoven, Steeland en Perenboom, advocaat van de VOC en ambassadeur in Frankrijk[34]
- 1668: Gaspar Fagel, raadpensionaris van Holland
- 1669: Lieuwe van Aitzema, diplomaat, geschiedschrijver, spion voor Engeland tijdens de Eerste en de Tweede Engelse Oorlog, levensgenieter en libertijn
- 1674: Sir Walter Vane, heer van Trottiscliffe, generaal onder Willem III van Oranje, commandant van het 4e “Holland Regiment”, gesneuveld tijdens de Slag bij Seneffe.
- 1675: Quintyn de Veer (1594-1675), baljuw van Den Haag, directeur der Posterijen te Den Haag.[38]
- 1687: Constantijn Huygens, diplomaat, dichter, componist, architect, secretaris van de prinsen Frederik Hendrik en Willem II van Oranje[39]
- 1688: Marcus van der Hoeven, burgemeester van Den Haag
- 1689: Adriaen Rosa, schepen, baljuw en schout van Den Haag[40]
- 1695: Christiaan Huygens, wis-, natuur- en sterrenkundige, uitvinder en schrijver, tweede zoon van Constantijn Huygens. Een plaquette tegen de muur in de kooromgang herdenkt deze twee Hagenaars.[39]
- 1697: Constantijn Huygens jr., lenzenmaker, uitvinder, kunstschilder, secretaris van Willem III van Oranje[27]
- 1707: Willem van Schuylenburch, advocaat, burgemeester van Den Haag, secretaris en griffier van stadhouder Willem III, eigenaar van buitenplaats Westcamp te Loosduinen[41]
- 1712: René de Cordeux, markies van Langey, veldmaarschalk, kleinzoon van Louise de Coligny
- 1712: Pieter Valckenier, jurist, diplomaat, historicus
- 1714: Jacob II van Wassenaer Obdam, luitenant-generaal, diplomaat, gouverneur van 's-Hertogenbosch
- 1723: Filips van Hessen-Philippsthal, landgraaf van Hessen-Philippsthal. Ook zijn vrouw Catharina Amalia van Solms-Laubach (1654-1736) rust hier.
- 1727: Albrecht IV van Beieren-Schagen, heer van Oud- en Nieuw-Goudriaan, hoogheemraad van Rijnland, curator van de Universiteit Leiden[42]
- 1734: Angenis Hooft, oprichtster van 't Hooftshofje
- 1736: Jacob Godfried van den Boetzelaer, heer van Nieuwveen, baljuw en schout van Den Haag
- 1742: Adriaen Pieter de Hinojosa (ook: Hinojossa), president van het Hof van Holland
- 1746: François Fagel, griffier van de Staten-Generaal[27]
- 1746: Cornelis Gerrit Fagel, griffier van de Staten-Generaal[34]
- 1747: Bernard ((de Roy )), Brigadier generaal der infanterie, ontwerper van de Grebbelinie, begr. 3e en 4e graf v/d 3e regel Hoge Koor, bronnen H. Ringoir, Ned. Generaals 1568-1940, Stichting Grebbelinie. Ned. Patriciaat jg 45, 1959.
- 1748: Johan Radermacher, de eerste grootmeester van de Orde van Vrijmetselaren onder het Grootoosten der Nederlanden[34]
- 1750: Gijsbert des H.R. Rijksgraaf van Hogendorp, Ontvanger-generaal der Unie[27]
- 1752: Jacobus van Neck, burgemeester van Den Haag[27]
- 1752: Daniël Marot, graveur en architect
- 1758: Johan de Mauregnault, president van het Hof van Holland[27]
- 1759: Joakim Fredrik Preis, baron van Preis, ambassadeur van Zweden in de Republiek der Zeven Verenigde Nederlanden[27]
- 1761: Willem van Hessen-Philippsthal-Barchfeld, landgraaf van Hessen-Philippsthal-Barchfeld, generaal der cavalerie in het Staatse leger
- 1761: Quintijn de Veer, burgemeester van Delft
- 1762: Théodore Marie de Carnin, graaf van Lillers, luitenant-generaal in het Staatse leger
- 1762: Jacob de Riemer, geschiedschrijver en advocaat, auteur van “Beschrijving van 's-Graven-hage”
- 1762: Stephanus Laurentius Neale, graaf Neale, Surinaams plantage-eigenaar, bijgenaamd De rijkste der rijken en Koning van Suriname
- 1764: Anthony Patras, politicus en financier, bouwheer van Paleis Lange Voorhout[43]
- 1765: Anna Isabella gravin van Nassau-LaLecq, echtgenote van luitenant-generaal Mattheus Hoeufft, overgebracht vanuit Voorschoten. Luitenant-generaal Hoeufft volgde haar een maand later[27]
- 1765: Roeland van Kinschot, heer van Kinschot, luitenant-generaal der Infanterie, president van de Hoge Krijgsraad[27]
- 1766: Unico Wilhelm van Wassenaer Obdam, componist, diplomaat, landcommandeur van de Ridderlijke Duitsche Orde, Balije van Utrecht[27]
- 1767: Thomas Schwencke, stadsarts, hofarts, hoogleraar. Genas Wolfgang Amadeus Mozart van de tyfus[27]
- 1772: Pieter Steyn, voorzitter van de Staten van Holland en West-Friesland, raadpensionaris van Holland
- 1773: Carel de la Bassecour, burgemeester van Den Haag[27]
- 1774: Librecht Hooreman, VOC gouverneur van Coromandel, directeur-generaal van Nederlands-Indië
- 1775: Philippus Matthias Mestre, burgemeester van Den Haag[27]
- 1776: Willem Hendrik Verbrugge, burgemeester van Breda[27]
- 1777: Jan Hudde Dedel, burgemeester van Den Haag
- 1779: Johan François des H.R. Rijksgraaf van Hogendorp, burgemeester van Vlissingen
- 1779: Gijsbert Carel des H.R. Rijksgraaf van Hogendorp, burgemeester van Wageningen
- 1783: Johan François van Byemont, burgemeester van Den Haag[27]
- 1785: Martinus Wilhelmus Schwencke, botanicus, medicus, hoogleraar[34]
- 1787: Johan Patijn, burgemeester van Den Haag
- 1787: Willem Pauw, president van de Hoge Raad van Holland[27]
- 1787: Pieter van de Poel, burgemeester van Den Haag[34]
- 1789: Abraham van Neck, burgemeester van Den Haag[27]
- 1797: Adriaan van der Goes, burgemeester van Den Haag[27]
- 1799: Arnout Vosmaer, directeur van het Stadhouderlijk Kabinet van Natuurlijke Historie[34]
- 1801: Coenraad le Leu de Wilhem, president van het Hof van Holland[27]
- 1803: Hiëronymus van Alphen, dichter, schrijver
- 1817: Willem Anne van Spaen la Lecq, edelman, voorzitter van de Hoge Raad van Adel[27]
- 1828: Frederik Sigismund van Bylandt, luitenant-generaal, vice-admiraal[27]